# علي جمعة (عالم دين)
علي جمعة محمد عبد الوهّاب الشهير بـ علي جمعة (من مواليد 3 مارس 1952م بمحافظة بني سويف)، هو عالم دين مصري شافعي أزهري، وعضو هيئة كبار العلماء بالأزهر. يشغل حاليًا منصب الشيخ العام للطريقة الصديقية الشاذلية. تولّى منصب مفتي الديار المصرية في الفترة من 2003 إلى 2013م؛ وأصدر خلالها عددًا من الفتاوى التي تناولت موضوعات معاصرة أثارت نقاشًا واسعًا، لا سيما تلك المرتبطة بالقضايا المجتمعية والفكرية، وقد نُشرت في وسائل الإعلام المختلفة.
اختير ضمن أكثر خمسين شخصية مسلمة تأثيرًا في العالم على مدار ثمانية عشر عامًا متتالية (من 2009 حتى 2025) بحسب تقييم المركز الملكي للبحوث والدراسات الإسلامية في عمّان، الأردن. وله العديد من المقالات والمؤلفات المنشورة.

## حياته الأسرية
علي جمعة متزوج وله ثلاث بنات وعدد من الأحفاد، ويقيم في مدينة 6 أكتوبر.

## حياته العلمية
التحق علي جمعة بجامعة الأزهر الشريف، وتخرج في كلية الدراسات الإسلامية والعربية عام 1979م. حصل على درجة الماجستير في أصول الفقه من كلية الشريعة والقانون عام 1985م بتقدير ممتاز. ثم نال درجة الدكتوراه في أصول الفقه من الكلية نفسها عام 1988م مع مرتبة الشرف الأولى.
وقد مُنح عدة درجات دكتوراه فخرية، منها:
- الدكتوراه الفخرية في الآداب الإنسانية من جامعة ليفربول بالمملكة المتحدة في 19 يوليو 2011، تقديرًا لدوره في نشر التسامح والتفاهم بين الأديان على مستوى العالم.
- الدكتوراه الفخرية من جامعة أسيوط في 13 يونيو 2012، باعتباره من الشخصيات المؤثرة في دعم العمل الخيري والتطوعي في مصر.
- الدكتوراه الفخرية في العلوم الإنسانية من جامعة بني سويف في 26 مارس 2013، خلال احتفال عيد العلم الثاني بالجامعة.

## المناصب التي شغلها
- عضو مجلس النواب 2021 (معين من الرئيس عبد الفتاح السيسي).[14]
- عضو عامل بالمجمع العلمي المصري منذ 2018.
- مفتي جمهورية مصر العربية منذ 28 سبتمبر 2003 وحتى 2013.
- عضو في مجمع البحوث الإسلامية التابع للأزهر الشريف منذ عام 2004 وحتى الآن.
- أستاذ أصول الفقه بكلية الدراسات الإسلامية والعربية للبنين بالقاهرة- جامعة الأزهر
- عضو مؤتمر الفقه الإسلامي بالهند.
- عضو هيئة كبار العلماء بالأزهر الشريف
- رئيس مجلس أمناء مؤسسة مصر الخير[15]
- عضو مجمع الفقه التابع لمنظمة المؤتمر العالم الإسلامي بجدة.[16]
- عضو لجنة الفتوى بالأزهر الشريف منذ عام 1995م حتى عام 1997م[10]
- المشرف العام على الأزهر منذ عام 2000م.[10]
- عضو مجلس أمناء الجامعة المصرية للثقافة الإسلامية في كازاخستان عن الجانب المصري[17]
- عضو المجلس الاستشاري الأعلى لمؤسسة طابة بأبوظبي.
- مشرف مشارك بجامعة هارفارد بمصر بقسم الدراسات الشرقية.
- مشرف مشارك بجامعة أكسفورد لمنطقة الشرق الأوسط في الدراسات الإسلامية والعربية.
- رئيس مجلس أمناء أكاديمية الداعية المعاصر.[18]
- عضو بمجلس إدارة صندوق تطوير العشوائيات.[19]
- عضو عامل في مؤسسة آل البيت الملكية للفكر الإسلامي بالأردن.
- عضو لجنة الدراسات الفقهية بالمجلس الأعلى للشؤون الإسلامية 2016[20]
- رئيس اللجنة الفقهية المنبثقة عن هيئة كبار العلماء بالأزهر الشريف[21]
- عضو المجلس القومي لمكافحة الإرهاب والتطرف تحت رئاسة عبد الفتاح السيسي رئيس جمهورية مصر العربية[22]
- عضو لجنة تحكيم جائزة الملك عبد الله الثاني لأسبوع الوئام بين الأديان 2018[23]
- عضو مجلس أمناء أكاديمية الأوقاف المصرية لتأهيل وتدريب الأئمة والواعظات وإعداد المدربين من داخل مصر وخارجها 2018[24]

## أساتذته

### في العلوم الشرعية
تلقى العلوم الشرعية على يد:
| - عبد الله بن الصديق الغماري - عبد الفتاح أبو غدة - أحمد مرسي - عبد العزيز الغماري - محمد أبو النور زهير - الحسيني يوسف الشيخ - عوض الله حجازي - شعبان محمد إسماعيل - عبد الحميد ميهوب - حسن أحمد مرعي | - عبد الله بن سعيد عبادي اللجحي - أحمد جابر اليمني - محمد الحافظ التيجاني - عبد العزيز الزيات - إسماعيل صادق العدوي - عبد الجليل القرنشاوي - جاد الحق علي جاد الحق - محمد إسماعيل الهمداني - جاد الرب رمضان - إبراهيم أبو الخشب | - محمد محمود فرغلب - السيد صالح عوض - على أحمد مرعي - إسماعيل الزين اليمني - محمد علوي المالكي - عوض الزبيدي - صالح الجعفري - أحمد حمادة الشافعي - محمد شمس الدين المنطقي - عبد الحكيم عبد اللطيف - الشيخ / محمد زكي الدين إبراهيم |

### في العلوم غير الشرعية
تلقى العلوم الأخرى على عدد من الأساتذة المتخصصين منهم:
- الاقتصاد الإسلامي على يد الدكتور عيسى إبراهيم عبده.
- أسس علم الاقتصاد الغربي على يد الدكتور يحيى عويس والدكتور علي لطفي والدكتور منيس عبد الملك.
- علم القانون الوضعي على يد الدكتور سامي مدكور والدكتور حمدي عبد الرحمن والدكتور حسين النوري وغيرهم.
- علم الإدارة على يد الدكتور ماهر عليش والدكتور علي عبد الوهاب والدكتور سيد الهواري وغيرهم.
- علم المحاسبة على يد الدكتور الجزيري والدكتور العشماوي وغيرهم.
- علم الرياضيات العليا على يد الدكتور فتحي محمد علي والدكتور داود منسي وغيرهم.

## أشهر الفتاوى التي أصدرها
1. «النقاب والحجاب» حجاب المرأة فرض، ولم يختلف أحد من المسلمين عليه، أما النقاب فهو عادة وليس عبادة. والمقصود بالحجاب هو تغطية الرأس عند المرأة أما النقاب فهو تغطية الوجه بالكامل، والأئمة الأربعة قالوا إن وجه المرأة ليس بعورة وأحمد بن حنبل رأى أنها من الأفضل أن تغطي وجهها.[27]
2. «الاحتفال بيوم الأم» الاحتفال بيوم الأم أمر جائز شرعًا، لا مانع منه ولا حرج فيه، والفرح بمناسبات النصر وغيرها جائز كذلك، والبدعة المردودة إنما هي ما أُحدث على خلاف الشرع، أما ما شهد الشرع لأصله فإنه لا يكون مردودًا، ولا إثم على فاعله[28]
3. «فوائد البنوك» يجوز أخذ الفائدة على الأموال المودعة لدى البنوك، لأن الواقع النقدي تغير، وغطاء العملات لم يصبح كالسابق بالذهب والفضة، وأنه مع فتوى مجمع البحوث الإسلامية بالأزهر، التي تجيز تحديد قيمة الأرباح مقدماً على الأموال المستثمرة في البنوك.[29]
4. «توريث الحكم في مصر» أصدرت دار الإفتاء المصرية في فترة توليه الإفتاء فتوى بحرمة توريث الحكم، وكان وقتها يتولى الحكم الرئيس محمد حسني مبارك، وبينت الفتوى أن حكم مصر لا بد أن يكون بالانتخابات وأن الالتزام بالدستور ونظام الدولة المتفق عليه بين أفراد الشعب هو أمر واجب شرعا.[30]
5. «المظاهرات» التظاهر من وسائل الاعتراض الجماعي التي عرفها المسلمون في أزمنة وأماكن مختلفة قديمًا، وكانت تُستعمل مع الولاة أحيانًا، وأحيانًا مع المحتل الغاصب فالأصل في طلب الحاجات من الحاكم أنه مشروع، لأن مهمة ولي الأمر هي قضاء حوائج الرعية، وبالتالي فإن التظاهر لهذه الغاية مشروع؛ لأن الوسائل تأخذ حكم غاياتها ومقاصدها وحماية المظاهرات السلمية جزء من واجبات أجهزة الدولة وهناك مجموعة من المعايير الشرعية التي يقاس بها الحكم الشرعي لكل حالة على حدة، وأنه بالرغم من أن الأصل هو الجواز إلا أن الحكم يختلف باختلاف التزام التظاهرة أو الاعتصام بتلك الضوابط الشرعية بالكامل أو بُعده عنها[31]
6. «استخدام أسلحة الدمار الشامل» لا يجوز استخدام أسلحة الدمار الشامل ضد غير المسلمين إلا في حالة الدفاع الشرعي عن النفس وبقرارات تُصدرها الدول التي تتعرض للعدوان، أما استخدام بعض الأفراد والجماعات أو الفرق لأسلحة الدمار الشامل ضد الدول غير الإسلامية أمر غير جائز شرعا.[32]
7. «هدم الأضرحة» حرامٌ شرعًا؛ لما في ذلك من الاعتداء السافر على حُرمة الأموات، وسوء الأدب مع أولياء الله الصالحين الذين توعد اللهُ مَن آذاهم بالحرب؛ ففي الحديث القدسي: «مَنْ عَادَى لِي وَلِيًّا فَقَدْ آذَنْتُهُ بِالْحَرْبِ» رواه البخاري.[33]
8. «الصلاةُ في المساجد المشتملة على الأضرحة» صحيحةٌ ومشروعةٌ؛ وذلك بالأدلة الصحيحة الصريحة من الكتاب والسُّنَّة وفعل المسلمين سلفًا وخلفًا، والقول بتحريمها أو بطلانها قولٌ باطلٌ لا يُلتَفَتُ إليه ولا يُعَوَّلُ عليه.[33]
9. «توسعة المَسعى» السَّعي في المَسعى الجديد الذي أنشأته الحكومة السعودية بغرض توسعة مكان السعي بين الصفا والمروة، صحيحٌ تَبرأ به الذمة، لأن الزيادة المتصلة تتبع أصلها، وما جاوَر الشيء أَخَذ حُكمه.[34]
10. «ثبوت المحرمية بإنزال لبن الرضاعة بالأدوية أو بالأجهزة الصناعية» المحرمية بالرضاعة تثبت بمطلق اللبن النازل من المرأة، ولو كان سبب النزول دواء أو نحوه ولم يكن بسبب ولادة.[35]
11. «الهجرة غير الشرعية» الهجرة غير الشرعية محرمة شرعًا؛ لتضمنها جملة من المخالفات والمفاسد، منها مخالفة القانون، وخرق المعاهدات الدولية التي تنظم الدخول والخروج من بلد إلى آخر، وما يكون في بعض صورها من تعريض النفس للمخاطر والهلاك من غير مُسَوِّغ شرعي، وما يكون فيها من إذلال المسلم نفسه، وما يكون في بعض صورها من تزوير وغش على سلطات الدولتين المُهَاجَر منها والمُهَاجَر إليها، وما تستلزمه هذه الهجرة من تعاون على المعصية غالبًا.[36]
12. «الضرائب على المحرمات» يجوز للدولة أخذ الضرائب على المحرمات، وبانتقال هذا المال من ذمة من يُتاجر في المحرمات إلى خزانة الدولة يتطهر المال ويجوز الانتفاع به في المصالح العامة.[37]
13. «هل يجب على المسلم أن يأمر زوجته الكتابية بالحجاب» الزوج له أن يأمر زوجته الكتابية بالحجاب، فإن لم يأمرها أو أمرها فأَبَت لم يأثم؛ لكونها غير مكلفة بالفروع، أو أن المراد بتكليفها بالفروع المحاسبة عليه في الآخرة.[38]
14. «زواج المعاق ذهنيا وطلاقه» الزواج حق طبيعي وشرعي من حقوق المعاق ذهنيًّا؛ وأما بخصوص الإنجاب فيما بعد: فمرجع ذلك إلى الخبراء وأهل الاختصاص، وهم من يُعرَف من خلالهم درجة المصلحة والمفسدة فيما يترتب على الإنجاب أو عدمه أو تأخيره أو تحديده بحسب المصلحة لكل حالة على حدة، وولي المعاق ذهنيًّا قائم مقامه في رعاية شؤون زوجته وأولاده، ولكن ليس له أن يطلِّق زوجته منه، وإن رأى ذلك فله رفع الأمر إلى القاضي للنظر فيه، فالقاضي وحده هو من يملك إيقاع الطلاق في مثل هذه الحالة إذا تَحَقَّق عنده ما يوجب الطلاق شرعًا.[39]
15. «نسيان مريض «ألزهايمر» وأثره على الصوم» مريض «ألزهايمر» إذا أكل أو شرب ناسيًا في نهار رمضان فصيامه صحيح ولا قضاء عليه ولا كفارة.[40]
16. «التفجيرات والأعمال الانتحارية» التفجيرات والأعمال الانتحارية التي يُقصَد بها غيرُ المسلمين الذين يزورن بلاد المسلمين لأغراض غير حربية أو في بلادهم التي دخلناها بتأشيرات الدخول هي حرام وغدر وخيانة لا علاقة لها بالإسلام، وليست هي من الجهاد الشريف أو الحرب المشروعة في الإسلام.[41]
17. «فرقة البهائية» البهائية مذهب مصنوع لا علاقة له بالإسلام، مزيج من ديانات شتى وعقائد فلسفية وباطنية مختلفة ينقض بعضها بعضًا، خلطت ذلك كله بزعم أنه وحي سماوي، فيجب أن يحذَّر منها الناس، وعلى الدولة القيام بواجبها تجاه ذلك.[42]
18. «شراء بضائع الجمارك» يجوز شراء الأشياء المعروضة للبيع بالمزاد بالجمارك إذا كانت الطريقة التي تم تملكها بها لا تخالف الشريعة.[43]
19. «شراكة غير المسلم»  تصح المشاركة بين المسلم وغير المسلم، مع الضوابط المذكورة، خاصة مع وجود الدفاتر التي تُلزم بإظهارها الشركات من أجل الضرائب وغيرها.[44]
20. «تغيير الجنس لعلاج اضطراب الهوية الجنسية» لا يجوز إجراء عملية تحويل الجنس أو تغييره أو تصحيحه إلا في حالة الخنثى الذي اجتمعت فيه أعضاء جسدية تخص الذكور والإناث، ولا يجوز الاعتماد في تحديد الهوية الجنسية على مجرد السلوك والميول إلا عند العجز عن التحديد بناء على العلامات المادية المذكورة، وإذا لم يكن له ذكر رجل ولا فرج أنثى، ومهما أجرى المخنث من عمليات جراحية لتحويله صوريًّا إلى الجنس الآخر لم يتحول شرعًا، ولا يُعطى الحقوق المادية أو المعنوية إلا المناسبة لحقيقته قبل عمليات المسخ والتشويه التي أجراها.[45]
21. «تحية العلم والوقوف للسلام الوطني» تحية العلم المعهودة أو الوقوف للسلام الوطني أمران جائزان لا كراهة فيهما ولا حرمة، فإذا كان ذلك في المحافل العامة التي يعد فيها القيام بذلك علامة على الاحترام وتركه مشعرًا بترك الاحترام: فإن الوقوف يتأكد؛ دفعًا لأسباب النفرة والشقاق، واستعمالا لحسن الأدب ومكارم الأخلاق.[46]
22. «ترك المبيت بمِنى لأهل الأعذار، والتوكيل في رمي الجمار» يجوز للضعفاء والمرضى والنساء تركُ المبيت بمنى، كما يجوز لهم أيضًا التوكيل في رمي الجمرات، ولا حرج عليهم ولا يلزمهم بذلك جبران.[47]
23. «إضافة لقب عائلة كافل اليتيم إليه» يجوز ولا يعد ذلك من التبني المنهي عنه شرعًا.[48]
24. «قول الزوج لامرأته: أنت طالئ» تحريف لفظ الطلاق الصريح بأن يُنطَقَ (طالئ) بدلا من طالق كما هو جارٍ على لسان كثير من أهل مصر: يُخرِج اللفظ مِن الصَّراحة إلى الكناية التي تحتاج إلى نية مقارنة للفظ يقع به الطلاق، وهذا مبني على مذهب الشافعية تفريعًا وتنظيرًا، وأن الإفتاء بهذا فيه مراعاة لأحوال الناس والزمان، وفيه تحقيق لمصلحة بقاء الزوجية قائمة، بما يستتبعها من الحفاظ على كيان الأسرة.[49]
25. «تحديد السن في الأضحية» يجوز التجاوز عن اشتراط سن معينة للأضاحي، إذا كانت المستوفية للسن منها هزيلة قليلة اللحم، ووجد ما هو أصغر منها سنًّا كثير اللحم، وتجوز الأضحية به؛ مراعاة لمصالح العباد الذي هو مقصد الشريعة الغراء.[50]
26. «المحافظة على المواقع الأثرية - الآثار الدينية» المحافظة على الأماكن والمباني التاريخية والأثرية ذات الطابع التاريخي الديني من المطلوبات الشرعية والمستحبات الدينية التي حثت عليها الشريعة؛ لأن فيها تعظيمًا لِمَا عظَّمه الله تعالى من الأيام والأحداث والوقائع والأشخاص والأعمال الصالحة التي حصلت فيها أو ارتبطت بها؛ فهي تُذَكِّر المسلمين بماضيهم وتربط قلوبهم بوقائعه وأيّامه، مع ما في ذلك من إعطاء الدليل الواقعي على صحة هذه الوقائع التي حدثت فيها، أما إزالتها وهدمها فهو الذي يكون ذريعةً لإنكار هذه الأحداث مِن أصلِها، وادعاء أنها قضايا مفتعلة ليس لها أساسٌ واقعيّ.[51]
27. «الحساب الفلكي لمعرفة أوائل الشهور» التعرف على بدايات الشهور القمرية يكون بإثبات ظهور الهلال بعد غروب الشمس يجوز أن يكون إما بالرؤية البصرية أو بالحساب الفلكي.[52]
28. «هل الانتماء إلى الوطن يتنافى مع الانتماء إلى الإسلام» حب الوطن مشروع ومطلوب، والانتماء إلى الإسلام دينًا لا يعارض الانتماء إلى الوطن. فالأصل في الانتماء إلى الوطن أنه لا يتنافى مع الإسلام، بل يتكامل ويتوافق بالتعاون وعدم التعصب تحت أخوة المؤمنين بعضهم بعضًا، فإذا شعر إنسان بالتعارض أحيانًا، فعليه حينئذ سؤال أهل العلم؛ ليدلوه على المخرج.[53]
29. «هدم الكنائس» الاعتداء على الكنائس بالهدم أو تفجيرها أو قتل من فيها أو ترويع أهلها الآمنين من الأمور المحرمة في الإسلام، وأن رسول الله صلى عليه وسلم اعتبر ذلك العمل بمثابة التعدى على ذمة الله ورسوله، وأنه «خصيم» من يفعل ذلك يوم القيامة، لقول النبي «ألاَ مَنْ ظلم مُعاهِدًا أو انتقصه أو كلَّفه فوق طاقته أو أخذ منه شيئًا بغير طِيبِ نفسٍ فأنا حجيجه يوم القيام» أي: خصمُه، وأشار النبي بأصبعه إلى صدره «ألاَ ومَن قتل مُعاهَدًا له ذمة الله وذمة رسوله حُرِّم عليه ريح الجنة، وإن ريحها ليوجد من مسيرة سبعين خريفًا».[54]
30. «الطلاق الشفوي» الطلاق بلفظ صريح يقع عندما يقوله الزوج لزوجته بنصه دون تحريف لأحد حروف اللفظ، بشرط أن يكون قاصدا”، وعدم احتساب الطلاق الشفوي مصيبة سوداء، ومن شأنه إحداث فتنة اجتماعية لا قِبَل لنا بها، وسيخلق مشاكل جديدة لبلادنا، فقد يطلق الرجل زوجته في اليوم 10 مرات ويدعي أنه كان يهرج[55]
31. «الضريبة العقارية» قال الدكتور علي جمعة، مفتي الجمهورية السابق، إنه ليس مع قانون فرض الضريبة العقارية على المنازل، وهذا رأي شخصي، وليس فتوى، وقال أن هذا القانون فرض في 2009م، ولا يزال العمل به جاريًا إلى الآن، ولكن هذا نقوله في اللجان والحوار المجتمعي وسنظل نطالب بإالغائها وإلى أن يتم إلغاؤها سأقوم بدفع الضريبة، كذلك لا يجوز الخروج على الإمام، ولكنه نظام عام يجب الالتزام به، ودعى الأغنياء ممن يمتلكون الشاليهات والكثير من العقارات المساهمة في دفع الضريبة العقارية لدعم الفقراء في هذا الوضع الاقتصادي الصعب، وقال أن سيدنا عمر كان يقول: «لو استقبلت من أمري ما استدبرت لأخذت فضول مال الأغنياء»، أي فرضت ضرائب، كما أن عمر بن عبد العزيز قال: «يحدث لكم الأمر بقدر ما تحدثون»، كما أنه يرى أن زيادة الأعباء على المواطنين غير سديدة، وقال أن رأيه اقتصادي وليس دينيًا أو شخصيًا من الدولة، وعندما نجتمع مع المسؤولين سأرفضها.[56][57][58][59]

### أنشطته العلمية
له الكثير من الأنشطة منها:
- ناقش وأشرف على أكثر من 118 رسالة علمية في جامعات شتى.
- اشترك في وضع مناهج كلية الشريعة بسلطنة عمان حتى افتتاح الكلية المذكورة وشارك في الافتتاح كعضو مؤسس.
- اشترك في وضع مناهج جامعة العلوم الإسلامية والاجتماعية SISS بواشنطن.
- مثّل الجامعة الإسلامية العالمية بماليزيا وشارك في محاضراتها الثقافية وفي تقييم الأساتذة المساعدين والمدرسين في لجان ترقياتهم.
- شارك كخبير بمجمع اللغة العربية في إعداد موسوعة مصطلحات الأصول الصادرة عن المجمع. وهو خبير به حتى الآن.
- شارك في فحص النتاج العلمي للترقية إلى درجة أستاذ وأستاذ مشارك لكثير من جامعات العالم.
- قام بإحياء دروس العلم في الجامع الأزهر على الطريقة القديمة (المشيخية) فشرح كتب الفقه والأصول والحديث والتفسير واللغة

### المشاركة في المؤتمرات
- مؤتمر ترشيد المياه بـ «القاهرة»[61]
- مؤتمر المجلس الأعلى للشؤون الإسلامية بالأقصر[62]
- المؤتمر العالمي لعلماء الأمة الإسلامية[63]
- مؤتمر الإرهاب بين تطرف الفكر وفكر التطرف في الفترة من  28 – 31 مارس 2010م[64]
- مؤتمر علماء المسلمين في الفلبين في الفترة من 24 – 30 يناير 2010م
- مؤتمر الحداثات المتنافسة بنيويورك في الفترة من 18- 19 نوفمبر 2010م
- افتتاح فرع دار العلوم المحمدية الغوثية في ناتنكهام (إنجلترا) في الفترة من 25 – 29 أكتوبر 2010م
- المؤتمر السنوي السابع والأربعين لـ (إسنا) المنعقد في مركز مؤتمرات دونالد ستيفتر في روزمنت بمدينة شيكاغو في الفترة من 2-5 يوليو 2010م
- المؤتمر العالمي الأول لتعليم القرآن الكريم بالمملكة العربية السعودية (جدة) تحت عنوان «التعليم القرآني.. تعاون وتكامل» في الفترة 5 -7 يونيو 2010م
- مؤتمر هدي خير العباد بتركيا في الفترة 9 - 10 أكتوبر 2010م
- المؤتمر الحادي عشر «إعادة جسور الثقة بين العالمين الإسلامي والغربي» بمدينة زيورخ في الفترة 27 - 29 أكتوبر 2010م
- مؤتمر دور العلماء والدعاة في ضبط الخطاب الديني بسوريا في الفترة من 24 - 25 أكتوبر 2010م
- المؤتمر الخامس عشر لمؤسسة آل البيت الملكية للفكر الإسلامي بعمان في الفترة من 27 - 29 سبتمبر 2010م
- المؤتمر العالمي للسلام بين الأديان في اليابان في الفترة من 19 - 23 سبتمبر 2010م
- مؤتمر بداية جديدة بمكتبة الإسكندرية في الفترة من 16 – 18 يونيه 2010م
- مؤتمر الثاني لمنظمة النصرة العالمية تحت عنوان «نحو نصرة دائمة» برعاية وزارة الأوقاف والشؤون الإسلامية بدولة الكويت
- مؤتمر «كلمة سواء» بأبي ظبي بدولة الإمارات 24/ 3/ 2009م
- المؤتمر الدولي الذي نظمته رابطة العالم الإسلامي بمكة المكرمة تحت عنوان «الفتوى وضوابطها»
- افتتاح معرض حول الفن القبطي تحت عنوان «كشف الستار عن الفن القبطي» 9 ديسمبر 2010م - 31 يناير 2011م
- المؤتمر الدولي حو الحوار بين الأديان بالأستانة وتنظمه وزارة خارجية كازاخستان[65]
- مؤتمر «أهل السنة والجماعة» بالشيشان.[66]
- مؤتمر الإفتاء العالمي الخاص بالأمانة العامة لدور وهيئات الإفتاء في العالم الإثنين 17 أكتوبر 2016[67]
- المؤتمر السابع عشر لمؤسسة آل البيت الملكية للفكر الإسلامي تحت عنوان «نحو جدل تاريخي لأحداث السيرة النبوية» برعاية العاهل الأردني الملك عبد الله الثاني.[68]
- مؤتمر أخبار اليوم الاقتصادى 2016[69]
- المؤتمر الوطنى الأول بوزارة الشباب والرياضة.. القيم والهوية الوطنية وتجديد الخطاب الديني[70]
- المؤتمر العلمى السنوي لكلية الإعلام، الذي تنظمه جامعة أكتوبر للعلوم الحديثة والآداب، بالتعاون مع منظمة اليونسكو، تحت عنوان «إعلام من أجل السلام»[71][72]
- مؤتمر (الفيوم ضد التطرف وعلى طريق التنمية) بقصر ثقافة الفيوم 2017م[73][74]
- مؤتمر مواجهة التطرف بمكتبة الإسكندرية الذي نظمته مكتبة الإسكندرية في الفترة من17 إلى 19 يناير2017[75]
- المؤتمر العلمي السادس لجامعة عين شمس «نحو إستراتيجية جامعة عين شمس 2018-2023».[76]
- مؤتمر بيت العائلة المصرية الأول بعنوان «معًا ضد الإرهاب» 2018.[77]

## الجوائز والأوسمة

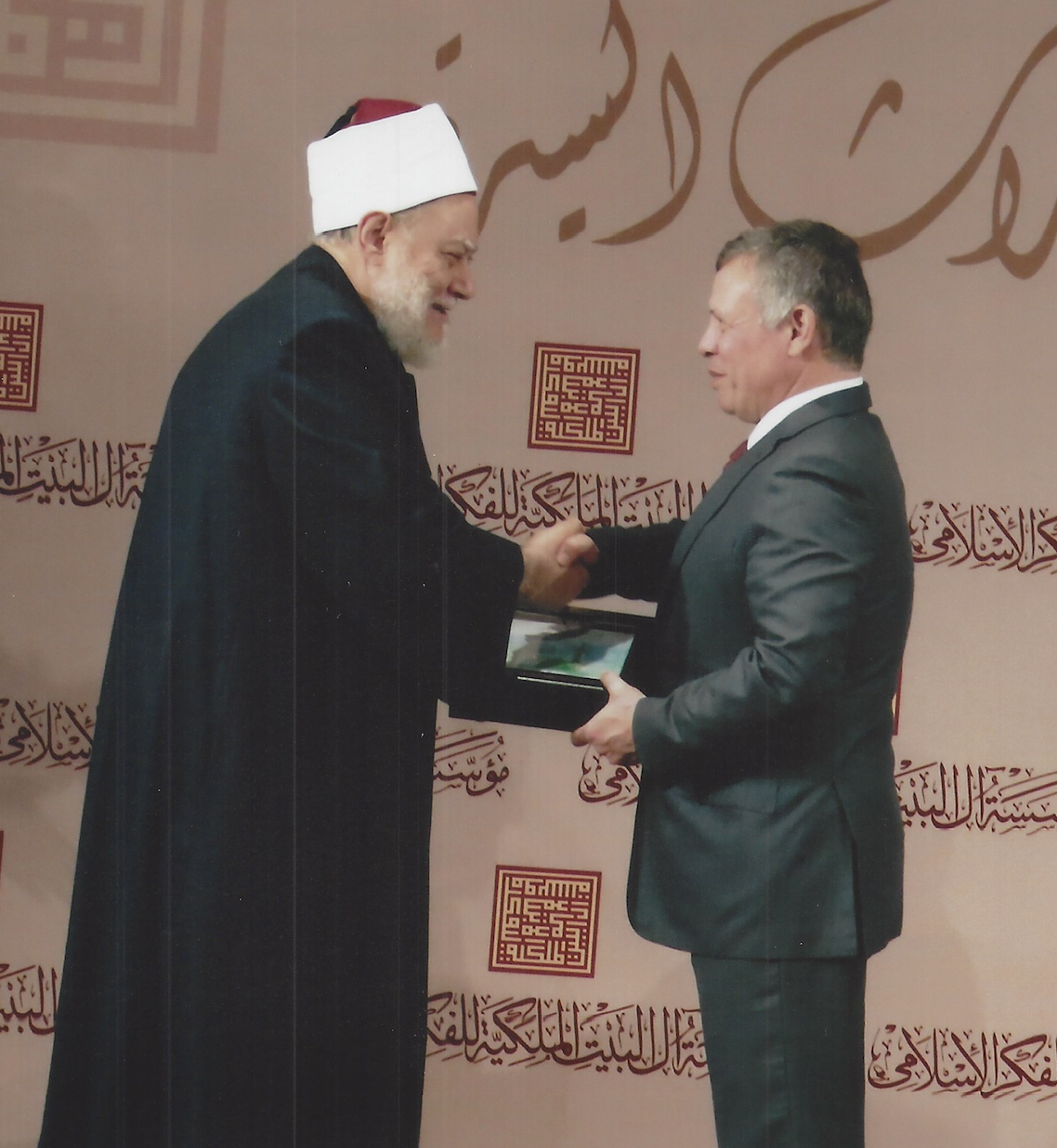
مع ملك الأردن

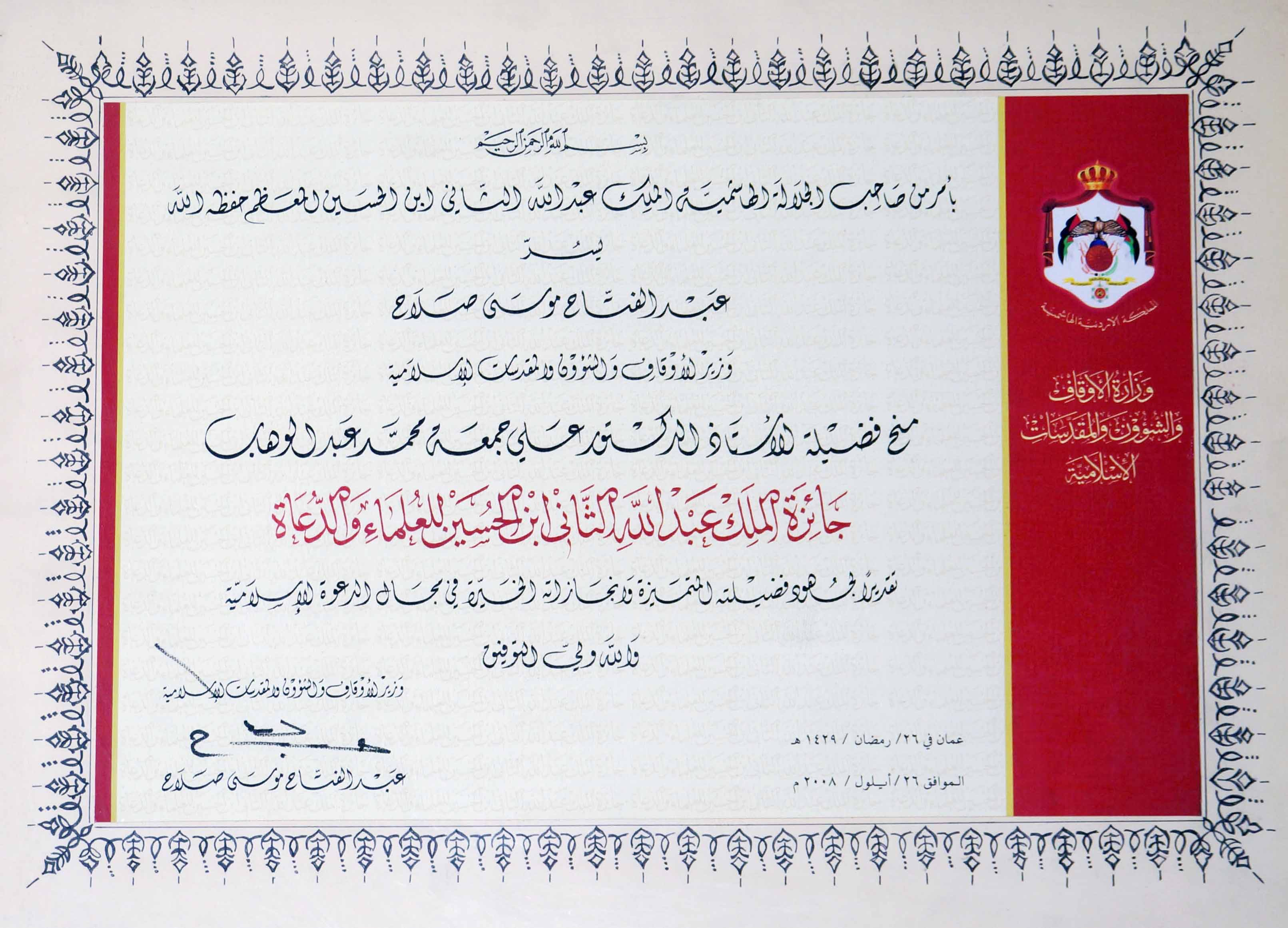
جائزة الملك عبد الله

- نال نجمة القدس من الرئيس الفلسطيني محمود عباس.[78]
- نال درع الجيش المصري من الفريق أول عبد الفتاح السيسي، القائد الأعلى للقوات المسلحة.[79]
- وسام العلوم والفنون من الطبقة الأولى من السيد الرئيس عبد الفتاح السيسي رئيس جمهورية مصر العربية.[80]
- وسام الاستقلال من الدرجة الأولى من الملك عبد الله الثاني عاهل الأردن.[81]
- درع الإنجازات في العطاء الاجتماعى والخيرى لعام 2013.[82]
- درع محافظة بني سويف لعام 2016.[83]
- درع جامعة القاهرة لعام 2016.[84]
- درع محافظة الوادي الجديدة لجهودة الاجتماعية في ديسمبر 2016[85]
- درع الهيئة العامة لقصور الثقافة عام 2016.[86]
- درع معهد إعداد القادة بحلوان عام 2014.[87]
- تكريم اليونسكو لجهوده في مكافحة الإرهاب والتطرف.[88]
- تكريم من وزير الثقافة في فعاليات ختام مهرجان سماع الدولى للإنشاد والموسيقى الروحية في دورته التاسعة لعام 2016[89]
- ضمن قائمة أكثر 50 شخصية مؤثرة في العالم:

1. احتل المرتبة 10 في القائمة لعام 2009[90]
2. احتل المرتبة 10 في القائمة لعام 2010[91]
3. احتل المرتبة 12 في القائمة لعام 2011[92]
4. احتل المرتبة 14 في القائمة لعام 2012[93]
5. احتل المرتبة 12 في القائمة لعام 2013[94]
6. احتل المرتبة 15 في القائمة لعام 2014[95]
7. احتل المرتبة 18 في القائمة لعام 2016.[96]
8. احتل المرتبة 20 في القائمة لعام 2017.[97]

- تكريم من جامعة القاهرة في اليوم العالمي للمسن، لجهوده الاجتماعية وذلك تحت عنوان «الحق في الحياة»[98]
- درع محافظة الإسكندرية 2017 عقب افتتاح المصنع الرابع لإنتاج السجاد اليدوي بقرية أبيس الثامنة شرقي الإسكندرية.[99]
- تكريم من جامعة عين شمس في المؤتمر العلمي السادس لجامعة عين شمس[76]

## إسهاماته العلمية

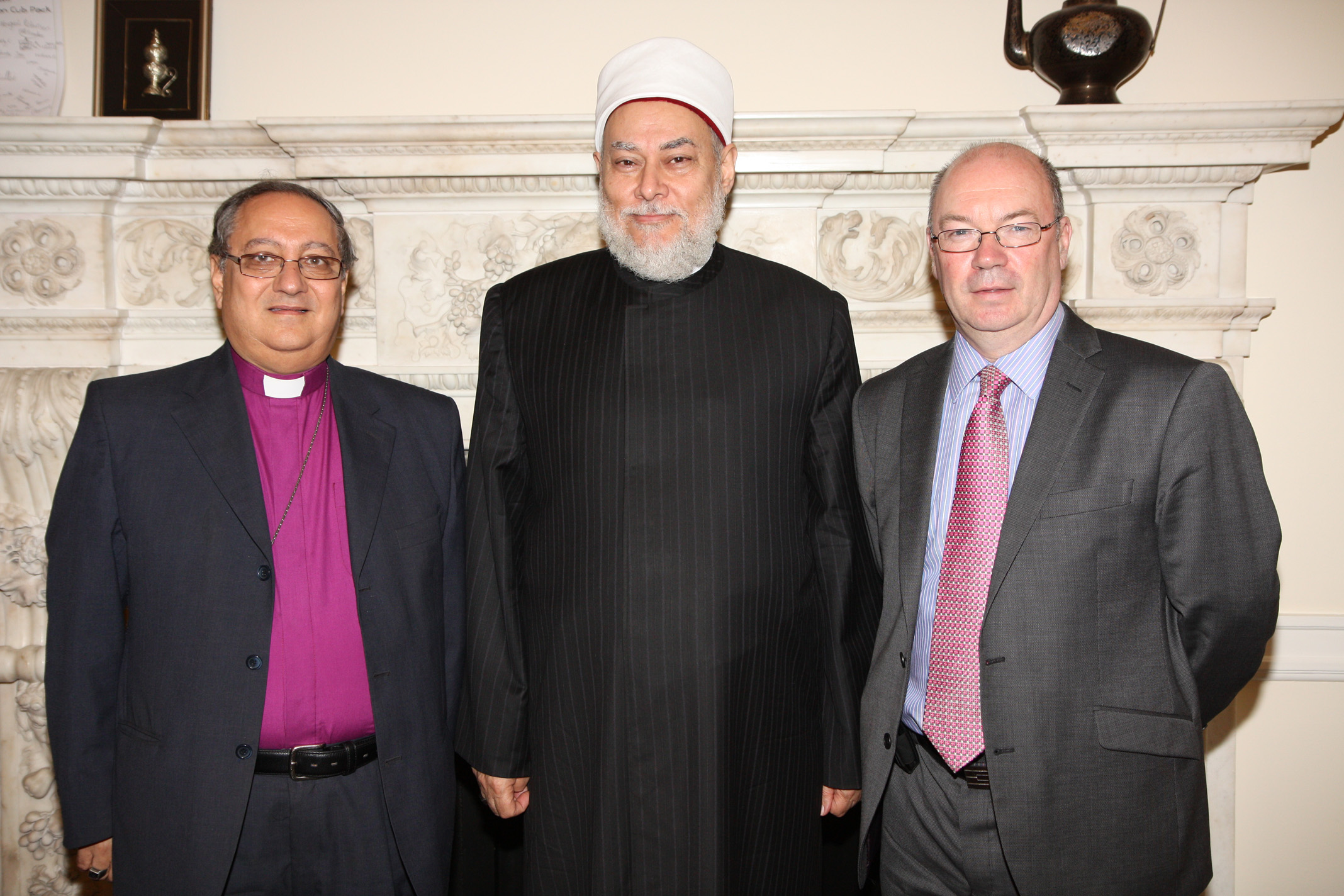
الشيخ علي جمعه وبجانبه الدكتور منير حنا مطران الكنيسة الأسقفية في مصر.

### مؤلفاته
صدرت له عدة مؤلفات منها:
| - أثر ذهاب المحل في الحكم - الإسلام والمساواة بين الواقع والمأمول - الإفتاء بين الفقه والواقع - الإمام البخاري وجامعه الصحيح - الإمام الشافعي ومدرسته الفقهية - الحكم الشرعي عند الأصوليين - الأوامر والنواهي عند الأصوليين - الإجماع عند الأصوليين - القياس عند الأصوليين - تعارض الأقيسة عند الأصوليين - قول الصحابي عند الأصوليين - آليات الاجتهاد - مدى حجية الرؤيا عند الأصوليين - التجديد في أصول الفقه - قضية المصطلح الأصولي مع التطبيق على شرح تعريف القياس - النسخ عند الأصوليين - عقيدة أهل السنة والجماعة - علم أصول الفقه وعلاقته بالفلسفة الإسلامية - رؤية فقهية حضارية لترتيب المقاصد الشرعية - النماذج الأربعة من هدي النبي في التعايش مع الآخر - المدخل لدراسة المذاهب الفقهية الإسلامية - صناعة الإفتاء من مجموعة سلسلة التنوير الإسلامي - موسوعة الفتاوى المؤصلة - مجلدات فتاوى الأستاذ الدكتور على جمعة خلال فترة توليه دار الإفتاء المصرية - البيان لما يشغل الأذهان - تيسير النهج في شرح مناسك الحج - الحج والعمرة أسرار وأحكام - الجهاد في الإسلام - الدين والحياة.. فتاوى معاصرة - فتاوى البيت المسلم - الفتاوى الرمضانية - الفتاوى العصرية لمفتي الديار المصرية - فتاوى النساء | - فتاوى المرأة المسلمة - الكلم الطيب.. فتاوى عصرية - الاستعداد لرمضان - برنامج التربية الأخلاقية في السنة النبوية - التربية والسلوك - خطوات الخروج من المعاصي - الدعاء والذكر - سبيل المبتدئين (شرح البدايات من منازل السائرين) - الطريق إلى الله - مجالس الصالحين الرمضانية - الوحي – القرآن الكريم - البيئة والحفاظ عليها من منظور إسلامي - حاكموا الحب - التجربة المصرية من مجموعة سلسلة التنوير الإسلامي - سمات العصر.. رؤية مهتم - سيدنا محمد رسول الله للعالمين - الطريق إلى التراث الإسلامي - المرأة في الحضارة الإسلامية - محاضرات في الفقه الصوفي لأحكام الشريعة - المرأة بين إنصاف الإسلام وشبهات الآخر - قضايا المرأة في الفقه الإسلامي - المكاييل والموازين - من نبيك ؟! هو سيدنا محمد المصطفى صلى الله عليه وسلم - النبراس في تفسير القرآن الكريم - النبي صلى الله عليه وسلم - وقال الإمام.. المباديء العظمى - المتشددون: منهجهم ومناقشة أهم قضاياهم - ضوابط التجديد الفقهي - بناء المفاهيم.. دراسة معرفية ونماذج تطبيقية - حقائق الإسلام في مواجهة شبهات المشككين | - ختان الإناث ليس من شعائر الإسلام - المنهجية الإسلامية - النقاب عادة وليس عبادة - فتاوى الإمام محمد عبده - الأموال لأبو جعفر أحمد بن نصر الداوودي - رسائل ابن نجيم الاقتصادية المسماة الرسائل الزينية في مذهب الحنفية - قانون العدل والإنصاف في القضاء على مشكلات الأوقاف - الموسوعة الإسلامية العامة - الموسوعة القرآنية المتخصصة - موسوعة التشريع الإسلامي - موسوعة أعلام الفكر الإسلامي - موسوعة الحضارة الإسلامية - موسوعة علوم الحديث الشريف - الأحكام الشرعية في الأحوال الشخصية - المقارنات التشريعية (تطبيق القانون المدني والجنائي على مذهب الإمام مالك) - المقارنات التشريعية بين القوانين الوضعية المدنية والتشريع الإسلامي - موسوعة فتاوى المعاملات المالية للمصارف والمؤسسات المالية الإسلامية - موسوعة فتاوى الإمام ابن تيمية في المعاملات وأحكام المال - موسوعة الاقتصاد الإسلامي في المصارف والنقود والأسواق المالية - Environmentalism an Islamic perspective - The truth of Islam and Misconceptions about Islam. - In search For Acommon Word - Responding from the Tradition - The Epistemology of Excellence A Journey into the Life and Thoughts of the Grand Mufti of Egypt - Methodology of Moral Discipline in the Prophetic Tradition - environnement_franch - المساواة الإنسانية في الإسلام النظرية والتطبيق - تأصيل شرعي لمفهوم الأمن المجتمعي - تاريخ علم أصول الفقه |

### الإشراف على الموسوعات
| - الموسوعة الإسلامية العامة، صدرت عن المجلس الأعلى للشؤون الإسلامية. - الموسوعة القرآنية المتخصصة، صدرت عن المجلس الأعلى للشؤون الإسلامية. - موسوعة علوم الحديث، صدرت عن المجلس الأعلى للشؤون الإسلامية. - موسوعة أعلام الفكر الإسلامي، صدرت عن المجلس الأعلى للشؤون الإسلامية. | - موسوعة الحضارة الإسلامية، صدرت عن المجلس الأعلى للشؤون الإسلامية. - موسوعة فتاوى ابن تيمية، في المعاملات الإسلامية. - معجم مصطلحات أصول الفقه الصادر عن مجمع اللغة العربية القاهرة. |

### الأبحاث والمقالات

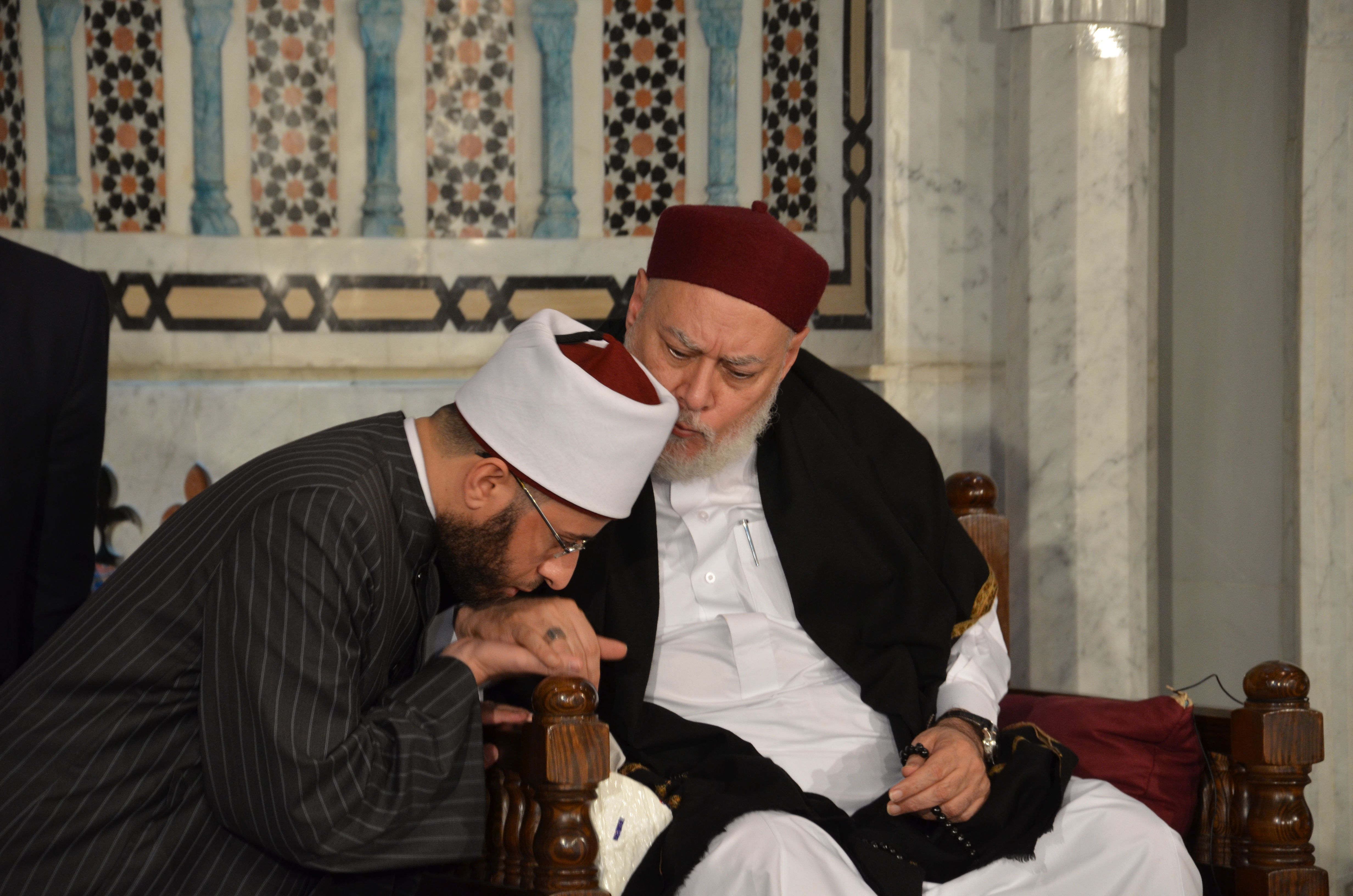
الشيخ علي جمعه مع تلميذه أسامة الأزهري.

| - الوقف فقها وواقعا. - الرقابة الشرعية مشكلاتها وطرق تطويرها (بحث مقدم للمؤتمر الرابع لعلماء الهند) - الزكاة (بحث مقدم لمؤتمر علماء الهند الخامس). - حقوق الإنسان من خلال حقوق الأكوان في الإسلام (بحث لمؤسسة نايف). - النموذج المعرفي الإسلامي (بحث مقدم لندوة المنهجية بالأردن ومقالات وبرامج). - الإمام محمد عبده مفتياً. - التسامح الإسلامي. - الإسلام بين أعدائه وأدعيائه. | - الإسلام يتفق ولا يصطدم ومبادئ السلام والعدل الدوليين. - النفس ومراتبها. - اقتراح عقد تمويل من خلال تكييف العملة الورقية كالفلوس في الفقه الإسلامي. - ضوابط التجديد الفقهي. - له الكثير من المقالات الصحافية بالصحافة المصرية والعربية والعالمية. - له العديد من البرامج الإذاعية والتلفزيونية والمصرية والعربية والعالمية. - له العديد من المحاضرات العلمية في أكثر من 30 دولة. - له خطب جمعة مطبوعة في مجلد ومترجمة إلى الإنجليزية. |

### المشاركة في تحرير مجلات علمية
- مجلة الاقتصاد الإسلامي بمركز صالح كامل (سكرتيرا للتحرير).
- مجلة رابطة الجامعات العربية (الشريعة) الصادرة عن جامعة الأزهر.
- مجلة المسلم المعاصر.
- مجلة التجديد.
- مجلة إسلامية المعرفة.
- مجلة كلية الدراسات الإسلامية والعربية.

## الطريقة الصديقية الشاذلية

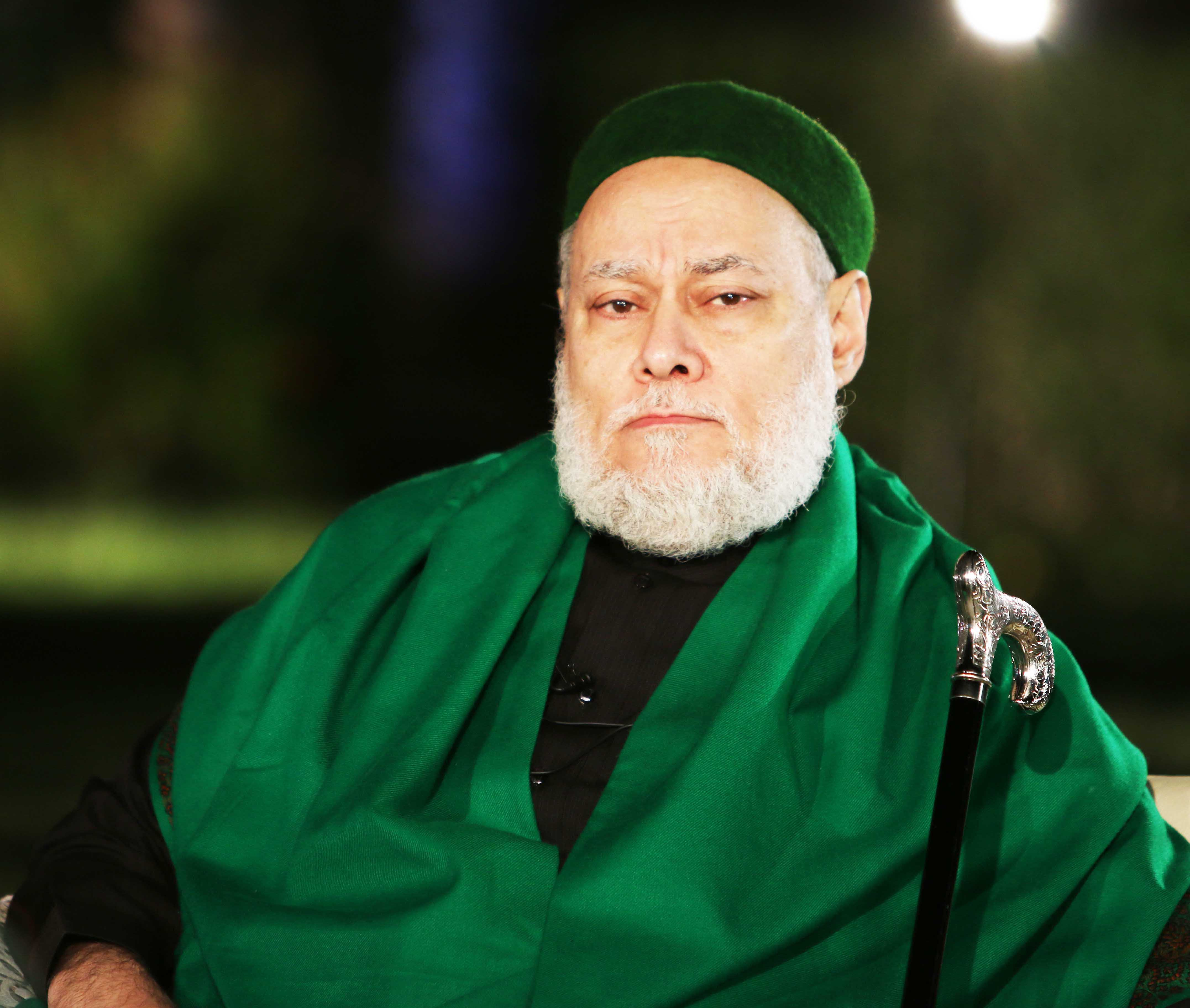
علي جمعة يرتدي زي الطرق الصوفية.

يترأس الشيخ علي جمعة الطريقة الصديقية الشاذلية بناء على قرار مشيخة الطرق الصوفية رقم 11 لسنة 2018م بإقرار الطريقة الصديقية الشاذلية طريقة صوفية، وتعيين الدكتور علي جمعة محمد عبد الوهاب شيخًا لها، وبعد التنسيق مع وزير الداخلية وفق ما يوجبه القانون أصدر وزير الأوقاف يوم الجمعة 20/7/2018م، القرار الوزاري رقم 167 لسنة 2018م باعتماد قرار المشيخة العامة للطرق الصوفية في هذا الشأن.

## أعماله في دار الإفتاء المصرية
- في 1 نوفمبر 2007 استقلت دار الإفتاء المصرية ماليًّا وإداريًا عن وزارة العدل المصرية، ويُعدُّ هذا الاستقلال هو الأساس الذي بُني عليه ما حدث في دار الإفتاء من توسع هائل في إنشاء إدارات متخصصة.
- استحداث وإنشاء إدارات جديدة :

1. إدارة الأبحاث الشرعية : وقد أنشئت في عام 2005م، وجهات عملها متعددة، منها عمل الدراسات اللازمة لإدراك الواقع المعيش إدراكاً دقيقاً وشاملاً، وتتبع الظواهر المحلية والعالمية، والقيام بالدراسات التي توصي المجامع العلمية كمجمع البحوث الإسلامية ومجمع اللغة العربية والمجمع العلمي المصري أو المؤتمرات الإسلامية أو الجهات المختلفة كوزارة الأوقاف والمجلس الأعلى للشؤون الإسلامية إذا كانت متعلقة بمجال اختصاصها أو مفيدة لها أو المجالس المتخصصة.
2. إدارة التدريب: أنشأت في عام 2006م لنقل تلك الخبرات في الداخل والخارج.
3. إدارة المركز الإعلامي: في عام 2008م تم إنشاؤه، يقوم بالأساس بمتابعة وسائل الإعلام محليًا وعالميًا، وتصحيح الصورة المغلوطة عن الإسلام، والرد والتعقيب على ما ينشر ولم تُتَوَخَّ الدقةُ في نقله أو أسيء فهمه.
4. إدارة الفتاوى الإلكترونية: أنشأت في عام 2007م؛ لتلقي أسئلة البريد الإلكتروني والرد عليها.
5. إدارة فتوى المواريث: أنشأت في عام 2008م ثم تم دمجها فيما بعد في إدارة الحساب الشرعي في بداية عام2012م.
6. إدارة للمراجعة والتدقيق اللغوي: في عام 2008م أنشأت للمحافظة على تراث الفتاوى، ودعم كافة ما يصدر عن الدار من الناحية اللغوية.
7. مركز لإعداد المفتين عن طريق التعليم عن بُعد: في عام 2010م تم تدشينه تحت اسم «مركز التعليم عن بعد»، وهذا المركز هو المختص بموقع إعداد المفتين عن بُعد (موقع دار الإفتاء التعليمي)، وهذا المركز يهدف إلى إعداد مفتٍ كفء يتعامل مع التراث بأصالة ومع الواقع بأدواته المتطورة.
8. افتتاح فرعي دار الإفتاء المصرية في محافظة أسيوط، ومحافظة الإسكندرية: في عام 2012م تم افتتاح فرعي دار الإفتاء المصرية في محافظة أسيوط، ومحافظة الإسكندرية «العاصمة الثانية لجمهورية مصر العربية»؛ للتخفيف عن الناس مشقة السفر والتنقل لمعرفة الحكم الشرعي.

## زيارةالمسجد الأقصى
من فتاوى الدكتور على جمعة أن زيارة المسجد الأقصى الشريف مباحة حتى تحت ظل الاحتلال فالقدس الشريف طوال تاريخه تقريبا كان تحت الاحتلال ولم ينقطع علماء الإسلام عن زيارته تحت وطأة الاحتلال، وأنه حينما زار القدس إنما زارها دعما لأهلها الذين يستغيثون من وطأة الاحتلال وأحوالهم المعطلة، فالسائحون عندما يذهبون إلى القدس الشريف يشترون من التجار اليهود ويرفضون التعامل مع التجار المسلمين والمسيحيين مما جعلهم يعانون الإفلاس، وقد أصدر مجمع الفقه التابع لمنظمة المؤتمر الإسلامى – منظمة التعاون الإسلامى – قرار بجواز زيارة القدس الشريف وبأنها مندوب إليها، وأكد الدكتور علي جمعة على أن زيارة القدس الشريف تحت وطأة الاحتلال ليست تطبيعا إنما كسر للتطبيع ولابد أن يدرك الجميع أن السياسة تتغير يوما بعد يوم، وهذا مطلب المقدسيين حتى نكسر عنهم ما هم فيه.

## أنشطته الاجتماعية
- «حملة أخلاقنا» دشن الدكتور على جمعة، عضو هيئة كبار العلماء «حملة الأخلاق»، واصفا إياها بـ«المباركة» التي «تعيد لمصر وجهها المشرق في تعاملها مع الحياة حبا وإخلاصا»، مؤكدًا أن الدعم الذي تلقاه الحملة يدل على «معدن وأمن مصر»، وذلك بمشاركة عدد كبير من الشخصيات العامة والرياضية والفنية، فهي مشروع قومي وطني لا يتزين بدين معين، فالكل ملتزم بهذه الحملة، فهي مسألة وجود وينبغى أن نتعدى فيها اختلافاتنا وأوضاعنا ونعود مرة أخرى لبناء هذا الصرح، هذه الحملة استمرت ثلاثة أشهر بمشاركة رموز دينية وفنية ورياضة، تحت رعاية المهندس خالد عبد العزيز، وزير الشباب والرياضة، ومؤسسة العصر.[105]
- «مشروع ربط 200 بنك دم بشبكة إلكترونية موحدة» أعلنت مؤسسة «مصر الخير »، برئاسة الدكتور علي جمعة، مفتي الجمهورية السابق، البدء في الخطوات الفعلية لربط بنوك الدم، بالتعاون مع الشركة المصرية للاتصالات، حيث تم تحميل التطبيق الإلكتروني الخاص بربط البنوك على أجهزة «السيرفر» الخاصة بالمشروع، والمورّدة للمركز القومي لمعلومات وزارة الصحة.[106]
- «مبادرة أشرقت» بمشاركة الإذاعة المصرية، وشركة صوت القاهرة للصوتيات والمرئيات، انطلقت هذه المبادرة برئاسة الدكتور علي جمعة، وتهدف هذه المبادرة لنشر صحيح الدين الإسلامي والتصدي للمناهج المنحرفة من خلال إعادة نشر نخبة من الصوتيات والمرئيات من تراث كبار علماء مصر بأساليب تواكب العصر وتناسب وسائل التواصل الاجتماعي.[107]
- «حملة دعم الأم المصرية» أطلقت مؤسسة مصر الخير، برئاسة الدكتور على جمعة، برنامج «الأم المصرية» بالتعاون مع العاملين في مجال العمل الاجتماعي ونخبة من الفنانين والإعلاميين، وشركاء الخير، جاء ذلك في إطار الاحتفال بيوم المرأة المصرية، والتأكيد على الدور الفعال الذي تقوم به الأم المصرية كداعم أساسي للأسرة، وشريك في الحياة الاجتماعية، وهذا المشروع مشروع البر الموجه للأم المصرية، سواء كانت على قيد الحياة، أو بعد وفاتها على صورة وقف من الوقاف، أو صدقات جارية، على روح تلك الأم التي تستحق الكثير والكثير[108]
- «حملة كشك الخير» هذه الحملة لخدمة مرضى مستشفيات جامعة عين شمس من خلال صندوق للتبرعات ووصف الدكتور علي جمعة هذا الصندوق بأنه أفضل مكان تضع بة الزكاة لأن الزكاة للإنسان قبل البنيان، وهذا الصندوق من أجل الإنسان المحتاج[109]
- «تحسين بيئة السكن ل10 ألاف أسرة» المشروع يتضمن إنشاء عشرة الآف وحدة سكنية اقتصادية منخفضة التكاليف بمساحات ما بين 55 إلى 63 مترًا مربعًا للوحدة السكنية، بالمناطق الأكثر احتياجا على مدار 10 سنوات، بمعدل 1000 وحدة سكنية سنوياً وتمليكها للأسر الأكثر احتياجا، حيث توزع على محافظات جمهورية مصر العربية، فيما عدا محافظات (القاهرة – شمال سيناء – جنوب سيناء)، بتمويل من مؤسسة الوليد للإنسانية[110]
- «المشروع القومى لمكافحه العمى بالتعاون بين مستشفى دار العيون ومؤسسه مصر الخير» مكافحه العمى من خلال برامج متكامله لتوفير الخدمات الصحيه الجيده لرعايه العين والحفاظ على سلامه البصر لضعاف ومكفوفى البصر، وكذلك حملات التوعية المجتمعيه للوقاية من أمراض العيون المسببه للعمى.[111]
- مشروع «قيم وحياة» يهدف المشروع إلى نشر مجموعة من القيم الأساسية في المجتمع ورفع الوعي القيمي والأخلاقي للمواطنين من خلال دور الشباب في توعية فئات المجتمع المختلفة، كما يعمل على إعداد وتأهيل وتدريب 300 من الشباب والفتيات المتطوعين، وإنشاء وتجهيز 10 مراكز تطوع قيمية (قيم وحياة) وتنفيذ عدد 25 مبادرة شبابية في المحافظات المختلفة تحث على المشاركة الفعالة، يهدف أيضًا إلى دمج المواطنين وخصوصًا ركاب ورواد محطات مترو الأنفاق والقطارات والمواقف العامة في المشاركة المجتمعية من خلال مشاركتهم في أنشطة المشروع.[112]
- مشروع «تحسين مستوى معيشة المواطن» أكد الدكتور علي جمعة مفتى الجمهورية السابق، أن مؤسسة «مصر الخير» تحرص دائما على المساهمة والاشتراك في كافة البرامج والأنشطة التنموية لتحسين مستوى معيشة المواطن من خلال الشراكات الفاعلة مع الجهات الحكومية والأهلية لتوفير حياة كريمة للمواطن وتلبية احتياجاته خاصة في المناطق الأكثر احتياجا.[113]
- «إهداء مكتبة تضم مليون عنوان للمجمع العلمى» أهدى الدكتور على جمعة مفتى الديار المصرية الأسبق مكتبة تضم مليون عنوان للمجمع العلمى وذلك خلال حفل تأبين الراحل إبراهيم بدران، حيث قال على جمعة إن الدكتور «إبراهيم بدران» رحمه الله كان يجمع بين قلب صاف يعبد الله سبحانه وتعالى وبين همة لا تعرف الملل في عمارة الأرض، فكان معمرا في الأرض ومذكيا للنفس وعابدا لله.[114]
- "إنشاء مستشفى أحمد شوقى" بتكلفه 30 مليون، تلك المستشفى تضمن رعاية متكاملة للمسنين ولكنها لم تصل إلى الدرجة المأمولة مقارنة بغيرها. وأضاف الشيخ على جمعة خلال احتفال جامعة القاهرة باليوم العالمي للمسن وذلك تحت عنوان "الحق في الحياة"، بقاعة المؤتمرات بالمدينة الجامعية للطلبه، أنه على الإنسان أن يغير حياته كل 10 سنوات، مضيفًا أنه كان يزور الدكتوره دريه فهمى في بيت المسنين وكان لديها 107 سنوات وكان تحكى لى عن الخديو إسماعيل، وتتكلم وكأنها في سن العشرين، استفدت منها تعلما كثيرًا"، مضيفًا أن هناك زيادة في السكان بنسب مضطربة، مؤكدًا أن الدولة تتطور وتتحسن فلابد أن يتطور كذلك نظامنا الاجتماعى.[115]
- «حملة زكاة الغارمين».. تحت شعار «افعل الخير.. ودع الأمر لنا» انطلقت حملة «زكاة الغارمين» بمبادرة من المصرف المتحد ومؤسسة مصر الخير برئاسة الدكتور علي جمعة مفتي الديار المصرية السابق ورئيس مجلس الأمناء وبالتعاون مع وزارة الداخلية المصرية للإفراج عن سجناء علي ذمة مبالغ مالية بسيطة لا تتجاوز العشر آلاف جنية مصري.[116]
- «قروض ميسرة للشباب بقيمة 75 ألف جنيه للشاب الواحد في تربية المواشى» التقت الدكتورة سحر نصر وزيرة التعاون الدولي، الدكتور علي جمعة، رئيس مجلس أمناء مؤسسة «مصر الخير»، ومفتى الديار المصرية السابق، وبحث الجانبان، التعاون في مجال المشروعات الصغيرة في الصعيد وسيناء والوادى الجديد، لما له من دور كبير في توفير فرص عمل للشباب خاصة في المناطق الأكثر احتياجا. وناقش الجانبان معدل التنفيذ في المشروعات الصغيرة في الوادى الجديد والموقعة بمنحة بقيمة 250 مليون جنية، بين الوزارة ومؤسسة مصر الخير، حيث تتضمن الاتفاقية منح الشباب قروضا بقيمة 75 ألف جنيه للشاب الواحد، وهي تكفى لتربية 20 رأس ماشية، وذلك في إطار مبادرة السيد الرئيس عبد الفتاح السيسى، لتقديم قروض ميسرة للشباب بسعر فائدة لا يتعدى 5%. كما تم بحث مذكرة التفاهم والموقعة بين الصندوق الاجتماعى ومؤسسة «مصر الخير» ومحافظة جنوب سيناء، لإقامة مشروعات صغيرة للثروة الحيوانية، من خلال إتاحة التمويل لعدد 6 دورات تدريبية متتالية للمرشحين من الشباب، ويستفيد من تلك التمويلات شباب محافظة جنوب سيناء بقدرة استيعابية إجمالية تصل نحو 3000 رأس ماشية، بقيمة 30 مليون جنية.[117]
- «حملة الشتاء» السنوية لدعم الأسر الأكثر إحتياجًا في كافة محافظات مصر، وتوفير الاحتياجات الأساسية لجميع الأسر المستهدفة لإعانتهم على مواجهة فصل الشتاء وتغيراته المناخية التي عادة ما تؤثر بالسلب تأثيرًا مباشرًا على العديد من المستحقين، في احتفالية بمقر مؤسسة مصر الخير، بحضور الدكتور علي جمعة رئيس مجلس أمناء مؤسسة مصر الخير ومجموعة كبيرة من الإعلاميين والفنانين. وتستهدف الحملة تقديم الخدمة لأكثر من مليون مستحق في جميع محافظات الجمهورية، وذلك ضمن عمل إدارة المساعدات المباشرة من قطاع التكافل الاجتماعي والتي تستمر حتى نهاية منتصف شهر يناير 2018.[118]
- «مبادرة سكن كريم» لتحسين الأوضاع الصحية والبيئية للأسر الفقيرة وبصفة خاصة أسر تكافل وكرامة، من خلال تحسين وتركيب وصلات الصرف الصحي ومياه الشرب للأسر، وتحسين البنية التحتية لمنازلهم، ليكون كريما آمنا. تعمل في المرحلة الأولى على أفقر 5 محافظات في مصر تتواجد بها المشكلة بشكل حاد والتي بها معدلات فقر تتجاوز 50% وهي أسيوط وسوهاج والمنيا والأقصر وقنا، والمستهدف بنهاية 2017 توصيل الخدمات لعدد 17 مركزا وتشمل 27 قرية بإجمالي نحو 60 ألف أسرة مع تنفيذ خطة للتوسع في بقية المحافظات في 2018[119]
- «برتوكول تعاون بين برنامج الغارمين، ومؤسسة بنك الاستثمار العربي للتنمية المجتمعية» هذا التعاون بين مؤسسة مصر الخير، وبنك الاستثمار العربي، يهدف إلى دعم الإنسان وإعمار المجتمع لما فيه خير للناس، فالمؤسسة نجحت حتى الآن، في فك كرب 50 ألف غارم وغارمة، وتسير المؤسسة بإرادة قوية نحو خلو السجون المصرية من الغارمين، تمنع دخول الناس للسجون، واستغلال حاجتهم، وتسارع الشركات لاستغلال هذه الحاجة، وهو الذي يصل بهم لهذه المرحلة.[120]
- مشروع «معا من أجل تنمية مصر» يطرح المشروع تنفيذ أنشطة مشتركة ثقافية وتوعوية تنموية وأنشطة مجتمعية ورياضية تجمع الشباب المصرى المسلم والمسيحى بهدف تنمية ثقافة المواطنة وروح الشراكة بين الشباب.[121]

## أنشطة إعلامية

### البرامج التليفزيونية
| - والله أعلم (قناة سي بي سي). - درجات المعرفة (قناة سي بي سي). - نوادر الصحابة (قناة سي بي سي). - شبابنا (قناة سي بي سي). | - حديث الجمعة (قناة سي بي سي). - المتشددون (التليفزيون المصري). - هذا ديننا (التليفزيون المصري). - لقاء الجمعة (التليفزيون المصري). | - مفاهيم (قناة الإرث النبوي). - رب لترضى (قناة الإرث النبوي). - المبشرات (قناة الرسالة). - يسألونك (قناة الرسالة). | - الحكم العطائية (قناة اقرأ). - نور الحق (قناة اقرأ). - السراج المنير (قناة اقرأ). - ربيع النبوة (قناة الناس) |

### برامج الراديو
- الدعاء المستجاب (راديو 9090).[131]
- الأحاديث الزاهرة (ميجا fm).[131]

## أنشطة محلية ودولية
- في أكتوبر من العام 2003م، أكد أن مقاومة الاحتلال جهاد مشروع، وحذَّر من الخلط بين الجهاد والإرهاب.
- في أواخر عام 2003م، أفتى بحرمة التبرع بالأعضاء سواء بالهبة أو البيع.
- في أعقاب الاحتلال الأمريكي للعراق، أفتى بحرمة التعاون مع الاحتلال الأمريكي، داعيا إلى مقاومته ومقاومة الداعين له.
- دعا في شهر نوفمبر من العام 2003م إلى إنشاء صناديق من أموال الوقف والصدقة والزكاة تخصص لرعاية المرضى الفقراء.
- في منتصف عام 2004، دعا إلى تأسيس علم جديد يسمى «علم الخطاب الإسلامي» لما نشاهده من تطور هائل في وسائل التواصل والاتصال.
- في أعقاب تزايد ظاهرة العنوسة وعزوف الشباب عن الزواج، دعا إلى تخفيف المهور وتكاليف الزواج والتي أضحت ضرورة يفرضها الواقع المعيش.
- في شهر يونيو من العام 2004م، شارك في القافلة الإسلامية المتجه إلى لندن من أجل تصحيح صورة الإسلام والمسلمين والرد العلمي على الاتهامات الباطلة.
- دعا في عام 2005م، إلى تقويم هجري مُوَّحد تلتزم به الدول الإسلامية كافة.
- في شهر يونيو من عام 2007م نشرت صحيفة الـ«واشنطن بوست» مقالا له بعنوان «الفتاوى والحادثة» أكد فيه على أن الفتوى تمثل حلقة الوصل بين الماضي والحاضر، وأوضح خلال معنى الفتوى وشروط المفتي.
- في شهر يوليو من عام 2007م نشرت صحيفة الـ«واشنطن بوست» مقالا له عن «مفهوم الجهاد ومعانيه»، وقد أوضح فيه فضيلته موقف الإسلام من العمليات الانتحارية التي تستهدف الأبرياء والمدنيين حول العالم.
- في شهر أكتوبر من العام (2008م) نشرت جريدة «كومن جراوند نيوز» مقالا له بعنوان «هل نحن في حاجة إلى (كلمة سواء)؟»، أكد فيه على أهمية الحوار بين المسلمين وغيرهم، كما أكد على أن حب الله وحب الجار يمثل الأساس المشترك في العلاقة بين الإسلام والمسيحية.
- في عام 2009م وفي تقريره عن فحص كتاب [الحجاب رؤية عصرية] لإقبال بركة. المقدم للأزهر أوصى بعدم تداول الكتاب؛ لأنه مليء بالأخطاء الفقهية والشرعية ويحارب بشكل سافر فريضة الحجاب الثابتة بالكتاب والسنة وإجماع المسلمين.
- في 2009م زار على رأس وفد من دار الإفتاء تايلاند من أجل نقل الخبرة المصرية في إنشاء محاكم شرعية هناك، كما أكد استعداد دار الإفتاء لتقديم المساعدات التدريبية لطلبة الجامعة البوذية لدراسة الإسلام عن طريق دورات باللغة الإنجليزية.
- في عام 2009م افتتح بدار الكتب المصرية بباب الخلق معرض «نصوص من العصر الإسلامي الأول في مصر.. المسلمون والمسيحيون في لقائهم الأول» وقد ضم المعرض مجموعة من البرديات العربية المودعة بالمكتبة القومية بالنسما.
- في عام 2009م ألقى محاضرة في معهد السلام الأمريكي عن «صعوبات الاعتدال في الإسلام».
- في عام 2009م وعلى هامش مؤتمر حوار الأديان، طالب الكونجرس الأمريكي بالعمل بفاعلية لحل القضية الفلسطينية بطريقة عادلة تحفظ حقوق الشعب الفلسطيني وتحقق السلام العادل والشامل في منطقة الشرق الأوسط. وعلى هامش نفس المؤتمر وجه خطابه لأعضاء الكونجرس قائلا لهم: إن القرآن فيه أكثر من 6 آلاف آية منها 300(ثلاثمائة) آية للتشريع فقط، والباقي متصل بإنشاء شخصية ذات خلق حسن.
- في عام 2009م دعا إلى تجديد عرض السيرة النبوية وإعادة تقديمها بطريقة تواكب روح العصر من خلال إبراز جوانب الرحمة والإنسانية والأخلاق في حياة النبي محمد، وإظهار الوجه المشرق للإسلام.
- في عام 2009م طالب الدول العربية والإسلامية بوضع ميثاق موَّحد يتضمن الضوابط والمعايير الشرعية والعلمية للإفتاء، وإنشاء هيئة إسلامية عالمية لبحث شؤون الإفتاء لخدمة قضايا الأمة المعاصرة، والنهوض بمجال الدعوة الإسلامية.
- في عام 2009م طالب بإنشاء اتحاد إسلامي عالمي لشؤون الأقليات يضم في عضويته ممثلين عن جميع الجاليات والأقليات الإسلامية الموجودة في جميع دول العالم لمساعدة المسلمين في حل جميع مشكلاتهم.
- في عام 2009م رفض إزالة ما تبقى من الآثار النبوية في الحجاز، والتي طالب بها عدد من مشايخ السعودية، وطالب بضرورة إبقائها لأنها تحوي تاريخ الأمة الإسلامية.
- في عام 2009م وفي كلمته أمام الندوة الدينية في لندن قال: يجب أن تشارك الدول الفقيرة في صياغة النظام الاقتصادي العالمي من أجل تفادي الأزمات المالية العالمية.
- في عام 2009م رفض دعوة اللجنة العالمية للمرأة وبعض جمعيات الغرب أن يكون الإجهاض والحرية الجنسية والشذوذ حقا من حقوق الإنسان. وقال: هذا ليس من حقوق الإنسان إنما هو إفساد في الأرض ومحاربة للأسرة نفسها.
- في عام 2009م التقى رئيس الوزراء البريطاني جوردن بروان في كاتدرائية القديس بولس بلندن على هامش التحضير لقمة لندن، وأكد له على قدرة الإسلام على التغلب على كل الصعاب التي تقابل البشرية.
- في عام 2009م التقى الدكتور يعقوب إبراهيم وزير البيئة السنغافوري حيث أكد على أهمية الحوار بين الحضارات والتعايش السلمي ونشر ثقافة الأمن والسلم الاجتماعيين.
- في عام 2009م أفتى بجواز تقديم الزكاة لتزويج الشباب غير القادرين على الزواج وتجهيز الفتيات للقضاء على العنوسة وتأخر سن الزواج شرعا، سواء أكانت الزكاة أموالا أم سلعا أم غيرها.
- في عام 2009م أكد للشيخ زهير بياتي مفتي المسلمين بجنوب إفريقيا على استعداد دار الإفتاء المصرية لدعم الجالية المسلمة بجنوب إفريقيا بكافة أشكال الدعم من أجل الحفاظ على الإسلام ونشر الوسطية والاعتدال.
- في عام 2009م استقبل السفير الياباني في القاهرة إيشيكاوا وأكد له على أن الإسلام يؤمن بالتعددية وضد الصراع ودعا إلى ضرورة حوار الديانات والحضارات على أسس علمية.
- في عام 2009م طالبت دار الإفتاء المصرية الجهات البحثية المسؤولة في الدولة بدراسة عاجلة عن جرائم القتل، وذلك بسبب تزايد قضايا الإعدام التي أحيلت إليه وكان سببها قتل النفس.
- في عام 2010م أكد لكبير أساقفة فنلندا على أن تعايش المصريين (من المسلمين والمسيحيين) يعد نموذجا يحتذى به في العام.
- في عام 2010م أكد على أن تعمير أرض سيناء المباركة مطلب إسلامي. في مايو 2010م أكد لمبعوث الرئيس الأمريكي أوباما على ضرورة اعتماد الأزهر مرجعية لمواجهة خطر غير المتخصصين.
- في عام 2010م خلال لقائه السفير السنغالي في القاهرة طالب الأمم المتحدة ومجلس الأمن وجامعة الدول العربية ومنظمة المؤتمر الإسلامي والاتحاد الأوروبي باتخاذ خطوات دولية تلزم الحكومة الإسرائيلية بوقف الاستيطان والتصعيد.
- في عام 2010م خلال لقائه نائب رئيس وزراء المجر أكد على أن الحوار المثمر بين الشرق والغرب يقوم على احترام الآخر، وأن وسائل الإعلام الغربية تتعمد تشويه صورة المسلمين.
- في عام 2010م أكد لصيحفة «تاجس أنساجير» كبرى الصحف السويسرية على أن الوجود الإسلامي في أوروبا مستقر ولا يمكن شطبه أو إلغاؤه، وأن أوروبا مطالبة ببلوة نظرة جديدة للعرب والمسلمين.
- في عام 2010م قام بمشاركة د. محمد أحمد سراج في تحقيق كتاب «قانون العدل والإنصاف في القضاء على مشكلات الأوقاف» تأليف محمد قدري باشا ضمن سلسلة تقنين أحكام الفقه الإسلامي.
- في 2010م صدر له كتابه «صناعة الإفتاء» يتناول فيه مراحل استنباط الفتوى حتى تصل إلى الجمهور، ويفرق الكتاب بين القضاء والفقه والفتوى.
- في عام 2010م زار الهند – كأول مفتٍ يزور الهند في تاريخ العلاقات المصرية الهندية- مشاركة في الاحتفال السنوي للجمعية السنية في ولاية كيرالا جنوب غرب الهند «المؤتمر الإسلامي في جامعة مركز الثقافة السنية» وألقى محاضرة حول الإسلام والتعايش مع الثقافات ونبذ العنف والتطرف، وحضر المحاضرة أكثر من مليون هندي.
- في عام 2010م صدر له كتاب «حاكموا الحب» والذي يدور حول حالات الحب التي عاشها الرسول، وبيَّن كيف كان النبي طاقة للحنان والحب والرحمة والرقة تسري روحها في كل شيء.
- في عام 2010م أكد لصحيفة الواشنطن بوست على أن الفتوى هي الجسر الرابط بين تراثنا الفقهي وعالمنا المعاصر، وتطبيق أحكام الإسلام لا يعني العودة للعصور الوسطى.
- في عام2011 م افتتح جلسة البورصة يوم الأربعاء 30 مارس 2011 مساهمة منه في دعم الاقتصاد المصري.
- في مايو 2011م أطلق مبادرة للتقريب بين التيارات الإسلامية المختلفة، يدعوهم فيها إلى الحوار والاتفاق على كلمة سواء.
- في فبراير 2010م دعا المسؤولين عن القضية الفلسطينية إلى الذهاب للقضاء الدولي لمنع ضم إسرائيل مقدسات إسلامية على خلفية تهويد القدس.
- في عام 2011م وقَّع على بيان مائة عالم لتأييد قرار شيخ الأزهر بتجميد الحوار مع الفاتيكان ردا على تصريحات بابا الفاتيكان المسيئة للإسلام.
- في عام 2011 كتب مقالا في صحيفة الواشنطن بوست: دافع فيه عن الإسلام ونفى وجود فتنة طائفية في مصر عقب أحداث كنيسة القديسين.
- في أبريل 2011م أكد في مقالة له في صحية هيرالد تريبيون الأمريكية أكد فيه على مكانة الإسلام في الديمقراطية في مصر، وعلى دوره في دعم الحرية والتسامح، وأنه لا يعد مصدرا للقمع.
- في يوليو 2011م طالب المفوضية الأوروبية إسقاط ديون مصر وتقديم كافة أشكال الدعم لها.
- في يوليو 2011 رفض قرار منظمة الأمم المتحدة للتربية والعلوم والثقافة (اليونسكو) اعتبار القدس عاصمة لإسرائيل واصفا إيَّاه بالانحياز للاحتلال على حساب حقوق الشعب الفلسطيني المنتهكة، مطالبا المنظمة بالتراجع عن قرارها.
- في عام 2011م طالب بالتحرك للرد على الاستفزاز الإسرائيلي بضم الحرم الإبراهيمي إلى التراث اليهودي.
- في سبتمبر 2012م استنكر ببيان إقدام عدد من الموتورين بإنتاج الفيلم المسيء للرسول والمحرض على الكراهية والعنف، وقد حذر فيه من خطورة هذا العمل على العلاقة بين الحضارات وبين أتباع الأديان، وقد لاقى هذا البيان صدى واسعا في الصحف وشبكة الإنترنت، حيث رُصدت نحو (146) مادة خبرية بمختلف وسائل الإعلام تتناول البيان.
- في عام 2012م أجرت شبكة الـ«سي إن إن» الإخبارية العالمية لقاءا مطولا- وهي خطوة إعلامية غير مسبوقة- معه تناول العلاقة بين المسلمين وغير المسلمين وخطورة الإساءة إلى المقدسات الدينية، داعيا المسلمين إلى التحلي بأخلاق النبي في التعامل مع الإساءات المتكررة.
- في عام 2012م نشر مقالًا في صحيفة «واشنطن بوست» تحت عنوان «محمد.. رحمة للعالمين» أكد خلاله أن العالم بحاجة ماسة إلى تعاليم النبي. وقد تناقلت وسائل الإعلام العالمية مقالته، حيث نشرتها مجلة «دي شبيجل» الألمانية، كما عرضها التلفزيون الدانماركي، بالإضافة إلى صحيفة اللوموند الفرنسية، زائعة الصيت.
- في عام 2012م نشرت مقالة له بموقع وكالة الأخبار العالمية «رويترز» حول قدسية الرسول عند المسلمين، وخطورة الازدراء والسخرية على العلاقة بين أصحاب الديانات في العالم.
- في عام 2012م أفرد الموقع الرسمي للأمم المتحدة مساحة كبيرة للحوار الذي أجراه الموقع معه والذي أكد خلاله على رفض الإساءة للنبي الكريم، وداعيا إلى التعايش المشترك واحترام المقدسات الدينية.
- في عام 2012م أجرت صحيفة «زونتاجس تسايتونج» حوارا معه أكد خلاله على أهمية التفاعل الاستباقي للقيادات الدينية فيما يتعلق بالتوترات الدينية من أجل نزع فتيل الأزمة ونشر السلام والود والمحبة.
- في عام 2012م أجرت صحيفة «الأسوشيتدبرس» حوارا مطولا معه في إطار حملته العالمية للتعريف بالإسلام ونبيه الكريم، حيث طالب الغرب بتفعيل قوانين مناهضة التمييز وازدراء الأديان.
- في 28 سبتمبر 2012م التقى مع وفد من شباب الجامعات الأمريكية - في إطار حملة دار الإفتاء للتعريف بالإسلام وبالنبي - في الغرب لغير المسلمين - وأكد أن الشباب هم أمل العالم في بناء الجسور بين الحضارات والثقافات. في يوليو 2011 استقبله الدكتور روان ويليامز رئيس أساقفة كانتربري والأب الروحي للطائفة الأسقفية الإنجيليكانية في العالم، وذلك في قصر لامبث بالمملكة المتحدة. وأعرب الدكتور ويليامز عن تقديره الشديد لجهود الدكتور علي جمعة في مجال العمل الاجتماعي ولتعاون المشترك مع الكنيسة الأسقفية في مصر التي تلعب دورا فاعلا في الحوار الإسلامي المسيحي المشترك.
- في عام 2012م أطلقت دار الإفتاء المصرية حملة للتعريف بالإسلام وبنبيه في الغرب ردًّا على الفيلم المسيء للنبي والذي أثار الكثير من ردود الأفعال، وقد لاقت الحملة نجاحًا وتفاعلاً كبيرًا في وسائل الإعلام الغربية ما بين أخبار ومقالات وحوارات ولقاءات تلفزيونية وبيانات صحفية؛ حيث وصلت إلى أكثر من 70 دولة حول العالم، قامت على إثرها العديد من الصحف الغربية بنشر عدة مقالات للدكتور علي جمعة على رأسها الـ«واشنطن بوست» الأمريكية، «لوفيجرو» الفرنسية، والموقع والمجلة الرسمية للأمم المتحدة، كما قامت شبكة “CNN” الأمريكية، ووكالة أسوشيتدبرس بإجراء حوارات مصورة معه في إطار حملة التعريف بالإسلام وبالنبي في الغرب.
- في عام 2008 أشادت مؤسسة فوليام البريطانية به ووصفته «بعملاق العلم» بسبب موقفه الجريء من التطرف. ووصفته صحيفة التايمز البريطانية بـ «المفتي الحكيم».
- في عام 2008 قالت صحيفة الجارديان: إنه حقق الرقم القياسي في الدفاع عن العمليات الانتحارية التي يقوم بها الفلسطينيون وتستهدف مدنيين إسرائيليين.
- في عام 2008 اتهمته السفارة الأمريكية في مصر بمعاداة السامية لقوله في مقال له: إن الأكاذيب الإسرائيلية أظهرت الحقيقة وأبانت الوجه البشع لمصاصي الدماء الذين خططوا لإعداد فطيرة عيد الفصح الخالي من الخميرة باستخدام الدم البشري.
- في 2009 شهد معهد السلام الأمريكي له، وقال: شيخ نشيط في حوارات الأديان العالمية ويرى أن الحوار يزيل العوائق.
- في 2009 قالت صحيفة الواشنطن بوست: مفتي مصر نجم ساطع في سماء الدعوة الإسلامية، وهو عالم فريد يسعى لإنقاذ الإسلام من التطرف ويرفض تحويله إلى دين علماني.
- في عام 2009 وجهت هيئة علماء بيروت التحية له على موقفه الوحدوي الواعي ودعوته إلى وحدة الكلمة بين المسلمين، ونبذ الفرقة.
- في 2009 أكدت رسالة دكتوراه بعنوان [بنية الخطاب الديني الإسلامي في القنوات الحكومية والخاصة والعوامل المؤثرة] أكد الباحث فيها أن الدكتور علي جمعة كان أكثر القيادات الدينية الإسلامية تفوقًا في الإقناع من خلال الخطاب الديني المستنير.
- في عام 2009 كرمته محافظة الإسكندرية في ختام احتفالها باختيارها عاصمة للثقافة في يناير 2009.
- في عام 2009 تم اختياره في دراسة أجرتها جامعة جورج تاون ضمن عشرة زعماء دينيين على مستوى العالم أثروا في العالم الإسلامي.
- في عام 2009 احتل المركز التاسع في قائمة أكثر 50 شخصية إسلامية مؤثرة في العالم الإسلامي، وهذه القائمة يعدها المركز الملكي للبحوث والدراسات الإسلامية التابع لمؤسسة آل البيت الملكية للفكر الإسلامي في عمان.
- في 2010 أشاد معهد دراسات السالم والاقتصاد بأستراليا في تقريره السنوي بالجهود السلمية التي يبذلها في مجالات الدين والإعلام والثقافة، والفكر وحوار الأديان ونشر ثقافة التسامح.
- في عام 2010 وزع معهد الدراسات الشرعية بجامعة تاكوشوكو باليابان 50 ألف نسخة من محاضرة أ.د/ علي جمعة في جميع أنحاء اليابان التي ألقاها أثناء زيارته لليابان وأشاد المعهد بالقبول الواسع للمحاضرة في جميع الأوساط وقال إنها وضعت دستور التعايش بين المسلمين وغيرهم في اليابان.
- في عام 2010 اختارته لجنة [أيزو مصر] ليكون شخصية العام الدينية والفكرية للعام 2010 تقديرا لجهوده ودوره المتميز والفعال في الارتقاء بالفكر الديني في مصر والعالم الإسلامي.
- في 2010 اختارته اليابان ضمن 100 عالم ومفكر هم الأكثر تأثيرا على مستوى العالم. في عام 2011 منحته جامعة ليفربول الدكتوراه الفخرية تقديرا لجهوده الكبيرة كأحد أهم الشخصيات العالمية في نشر التسامح والتفاهم بين الأديان على مستوى العالم.
- في عام 2012م قامت الكاتبة الدنماركية «جيت كلاوسن» بكتابة مقال في مجلة «فورين أفيرز» الأمريكية استنكرت فيه الاحتجاجات التي اجتاحت العالم الإسلامي، معتبرة أن الدكتور علي جمعة هو المحرك لأعمال العنف التي وقعت أمام السفارات الأمريكية؛ لكونه أول من أصدر بيانًا استنكر فيه الفيلم المسيء.
- في 5 يونيو 2012م منحه مجمع الفقه الإسلامي الدولي التابع لمنظمة التعاون الإسلامي، ومؤسسة الشيخ زايد للأعمال الخيرية والإنسانية، شهادة شكر وتقدير وذلك تقديرًا لجهوده العلمية المتميزة، في دعم مشروعات البحث العلمي في مجال الفقه الإسلامي، والمساهمة في الإشراف على أكبر موسوعة علمية خاصة بالقواعد الفقهية والأصولية وقواعد مقاصد التشريع الإسلامي، تحت مسمى (معلمة زايد للقواعد الفقهية).
- في 1 أبريل 2012م وعلى هامش زيارته لمحافظة الغربية قام المستشار محمد عبد القادر محافظ الغربية بتكريمه وإهداؤه درع محافظة الغربية كما قام الدكتور عبد الحكيم عبد الخالق بتسليمه درع جامعة طنطا.

## مشروعات مؤسسية أنشأها

### مؤسسة مصر الخير
أنشئت مؤسسة مصر الخير عام 2007 بهدف الاستمرار لأكثر من 500 عام وذلك بالاستناد على هيكل مؤسسي لا يعتمد على الأشخاص بل على العمل المؤسسي، حيث تعمل بأحدث منهجيات العمل المؤسسي التنموي والحر

### مشروع حفظ التراث الإسلامي
يهدف المشروع إلى حفظ التراث الإسلامي من خلال نخبة من كبار العلماء في الأزهر الشريف يتناولون كتب التراث الإسلامي بالشرح والإيضاح ويتم تسجيل هذه الشروح بالصوت والصورة من خلال أزهر تي في

### جمعية المكنز الإسلامي
جمعية المكنز الإسلامي مؤسسة علمية غير هادفة للربح، أنشئت لدعم التراث الفكري والثقافي والفني الإسلامي، وحمايته ونشره بكل الطرق المناسبة، وتعمل جمعية المكنز الإسلامي على إصدار أجود الطبعات لأعمال التراث

### أكاديمية الداعية المعاصر
مشروع الداعية المعاصر هو مشروع لتدشين أكاديمية تعليمية لتوفير نماذج دعوية تمزج علوم الشرع بعلوم الاجتماع البشري بغية تكوين عقل قادر على تقديم حلول شرعية لمشاكل الأفراد والمجتمعات.

### قوافل الخير والأمل
تأسست الجمعية الخيرية في عام 1996 على يد الدكتور علي جمعة عضو هيئة كبار العلماء بالأزهر الشريف ومفتي الديار المصرية سابقا والذي يُعد الرئيس الشرفي الحالي للجمعية .

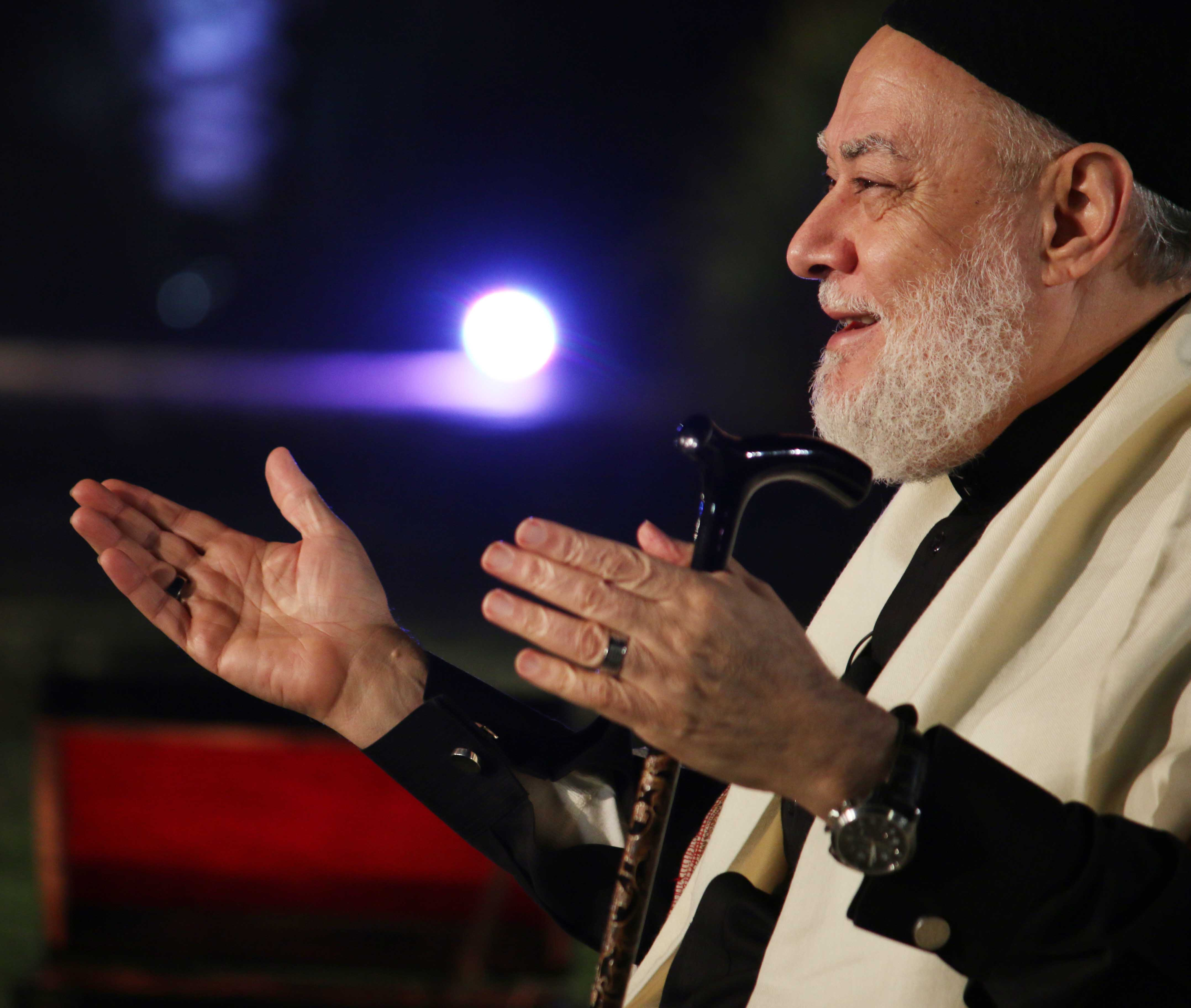
الشيخ علي جمع

## محاولة اغتياله
في يوم الجمعة 5 أغسطس 2016 حاول أربعة مسلحين اغتيال الشيخ بإطلاق الرصاص عليه من بنادق آلية بمنطقة السادس من أكتوبر أثناء توجهه لأداء صلاة الجمعة إلا أن حارسه الشخصي بادلهم إطلاق الرصاص مما تسبب في إصابته، بينما نجا الشيخ. وتم القبض على الجناة بواسطة العناصر الأمنية المصرية.

## مواقفه السياسية

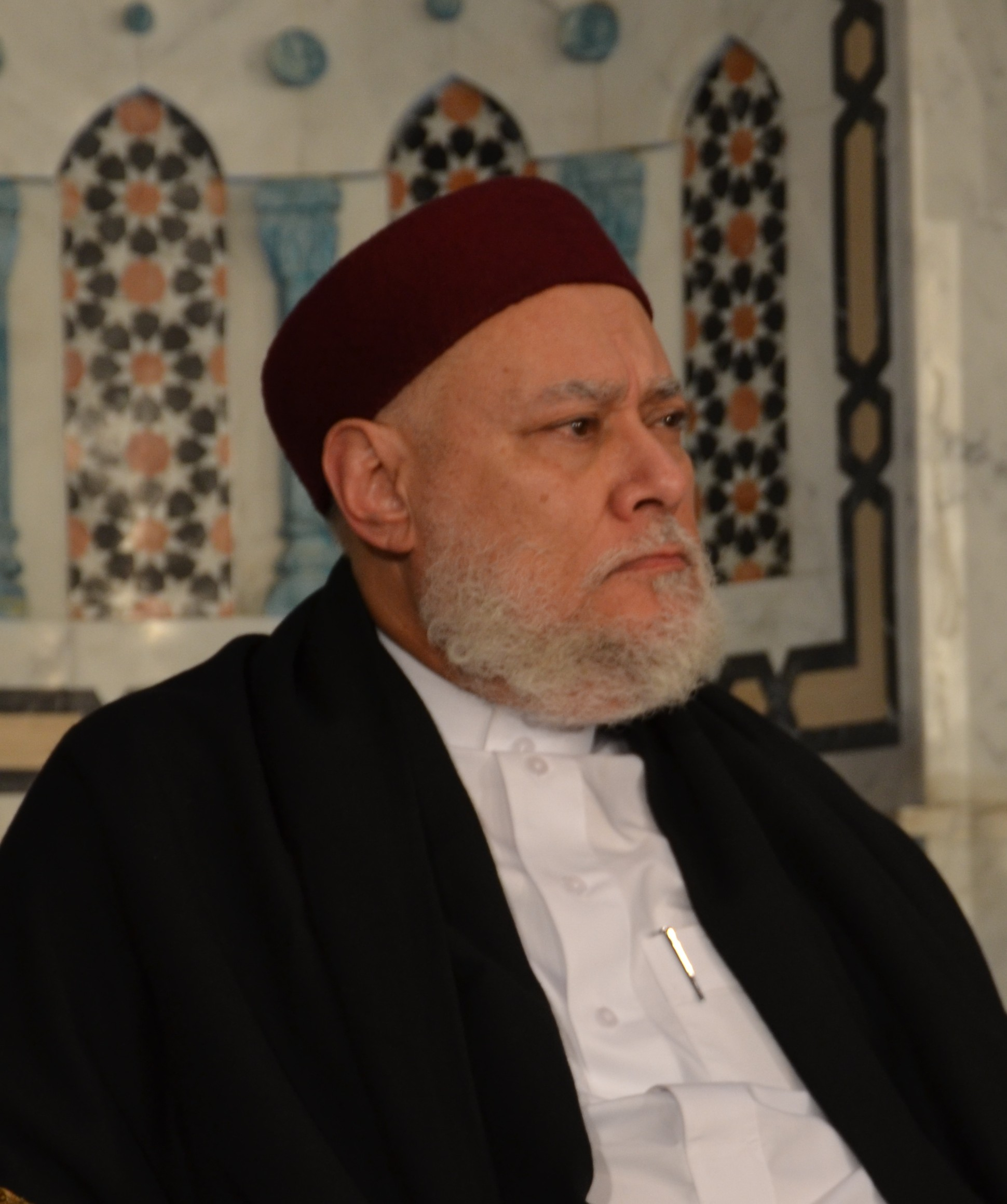
علي جمعة

نشر موقع قناة الجزيرة أنه خلال كلمة للدكتور علي جمعة، في حضور وزير الدفاع المشير عبد الفتاح السيسي، ووزير الداخلية اللواء محمد إبراهيم، وعدد من قيادات الشرطة والجيش، طالب باستخدام القوة وبعدم التضحية بالجنود المصريين من أجل من وصفهم «بالخوارج» - وهم الذين يحملون السلاح في وجه المصريين -، وأكد أن الرئيس المعزول محمد مرسي قد سقطت شرعيته لأنه صار «إماماً محجوراً عليه»، كما أكد للحاضرين أن الرؤى قد تواترت بأنهم مؤيدون من قبل الرسول إذا كان هدفهم الدفاع عن الآمنين. وهو ما استنكرته جبهة «علماء ضد الانقلاب» مطالبة بمحاكمته جنائياً وسحب درجته العلمية.
ولكن في حوار تليفزيوني له، أكد الدكتور علي جمعة أنه لم يطالب بقتل المتظاهرين السلميين في المظاهرات، وأنه لم يصف جماعة الإخوان المسلمين بال«خوارج»، ولكنه وصف بذلك كل من يحمل السلاح ضد الدولة حتى لو كان حجراً. وذكر أن الرئيس المعزول محمد مرسي لم يكن كفء لحكم مصر لذلك ثار الشعب المصري ضده، وأنه كان يمتلك الشرعية الخاصة بالصندوق لكن سقطت شرعيته حينما سحبها منه أهل الحل والعقد وهم: قائد الجيش، وقاضي القضاة، وشيخ الأزهر، وبابا الأقباط. وذكر أن بعض قادة الإخوان المسلمين ينشرون العديد من الأكاذيب ليضللوا أتباعهم، للحصول على السلطة مهما كانت التكلفة.
وفي يوم 22 سبتمبر 2013 قام عدد من طلاب كلية الحقوق بجامعة القاهرة، المنتمين لجماعة الإخوان المسلمين، بالهتاف ضد الدكتور علي جمعة والتعدي عليه بالسب مرددين هتافات «اطلع بره»، أثناء إشرافه على مناقشة رسالة ماجستير بكلية دار العلوم. في حين رد علي جمعة على الهجوم بالابتسامة دون تعليق. وقد استنكر الأزهر الشريف الحدث مؤكداً على حرمة مجالس العلم. وجّه علي جمعة بياناً عبر الفيسبوك إلى شباب تنظيم الإخوان، قائلًا: «اذهبوا إلى الكتاب والسنة، وانظروا إلى ما كتبه الله سبحانه وتعالى ولا تتخذوا التنظيم دينًا. أقول لهم أنتم تعلمون، وقد اتخذتم التنظيم ديناً، بل الأولى بالاتباع الله والأجدر بالاتباع حتى تدخل الجنة هو رسول الله وليس التنظيم».

### فتوى في مجال السياسة
أصدرت دار الإفتاء المصرية في عهده عام 2008م فتوى بحرمة توريث الحكم، وكان وقتها يتولى الحكم الرئيس محمد حسني مبارك وكان يشاع في الأوساط السياسية أنه سيكون هناك توريث للحكم لابنه جمال مبارك، وبيّنت الفتوى أن حكم مصر لا بد أن يكون بالانتخابات وأن الالتزام بالدستور ونظام الدولة المتفق عليه بين أفراد الشعب هو أمر واجب شرعا. واعتبرت أوساط سياسية الفتوى إنجازا كبيرا من المؤسسة الدينية، التي يُعَين رئيس الدولة أفرادها، كما اعتبروا أن الفتوى قوّت من موقف الرافضين للتوريث، في حين رأى آخرون أن الفتوى لم تقرر جديدا حيث أقرت أن التوريث حرام ولكنها صدقت على النظام الانتخابي المعمول به حاليا في مصر، والخاص بانتخاب الرئيس من بين عدة مرشحين «في حين أن المادة الدستورية التي حددت ضوابط هذه الانتخابات فصّلت على مقاس مرشح الحزب الوطني الحاكم سواء كان نجل الرئيس أو غيره ما لا ينفي التوريث ولكن بطريقة قانونية».

### ثورة يناير 2011

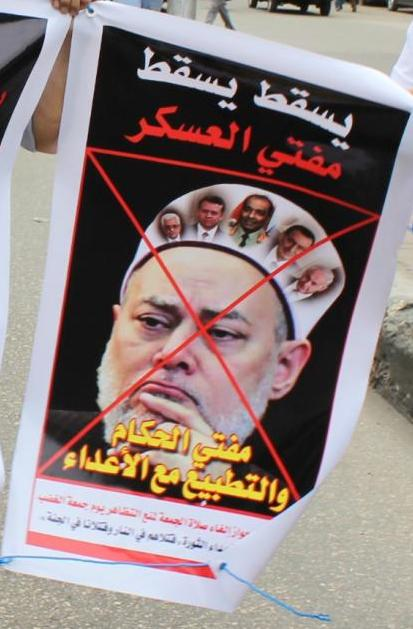
منشور مناهض لفتاوي علي جمعة في 2011م.

جاء نص كلامه في مداخلة هاتفية: [عليكم جميعا أن تمتثلوا قوله الله تعالى: ﴿وَاعْتَصِمُوا بِحَبْلِ اللهِ جَمِيعًا وَلَا تَفَرَّقُوا﴾، وألا تكروا على ما قدمتم من خير بالإبطال، وأن الدواء إذا زاد عن جرعته  كان بلاءً وهلاكًا، وأن التعنت بعد النجاح يؤدي إلى الفشل]، وقال [أقول للإعلام العالمي أن هناك رأيين في الشارع المصري الآن، أنا أقول لبتوع التحرير يا جماعة خليكوا اقعدوا في التحرير ولكن اتركوا السيارات تمشي، تمركزوا في التحرير لكن بلاش تعطيل حال البلد، وأنتو يا بتوع مصطفى محمود اتمركزوا في مصطفى محمود بس.. إياكم.. إياكم أن تعطلوا البلد] وقال في لقاء تليفزيوني [بعد ذلك أصابني القلق عندما وقع الدم.. لما يقع أبنائي شهداء ودماؤهم على الأرض بدأ القلق.. ودي اسمها في الدين فتنة، واسمها في الدين «هرج» والهرج القتل]، وعندما سأله الناس عن جواز ترك صلاة الجمعة في الفتنة أجابهم في مداخلة هاتفية قائلا: [تلقيت النهارده عشرات بل مئات المكالمات؛ هل يجوز ألا نذهب الجمعة غدًا؟؟ نعم عند خوف الفتنة على النفس أو المال يمكن ترك الجمعة «يمكن» أنا لا أقول يا عباد الله اتركوا الجمعة غدًا لأ.. إنما من أراد أن يذهب فعليه أن يلتزم بالهدوء وعدم الصدام، وإذا أراد أن يعبر عن رأي سياسي تأييدا أو رفضا للحكومة معها أو ضدها فليعبر عنه في مظاهرة سلمية متحضرة تخرج من غير صدام... من غير أن يقتل بعضنا بعضًا، ليكن الأب في مظاهرة التأييد والابن في مظاهرة الرفض ولكن بالهدوء وبالسياسة] وقال للشباب في رسالة مسجلة أذيعت على التليفزيون [بنقولهم طيب انتوا في جوارنا.. والله لو حد مسكم لنقلبها.. والله لو حد مسكم ليحدث هناك ثورة مننا إحنا.. إحنا الشيوخ اللي احنا بتقولوا عليهم كبار في السن أو جيل الجدود وكذا ماتخفوش إنتوا في جوارنا ماحدش هايمسكم أنتم في الجوار ونحن بعد ذلك نكون في جواركم]، وسأله المذيع خيري رمضان عن أن البعض تساءل عن سبب إرساله بهذا العدد الكبير من الرسائل إلى الثوار وعدم مخاطبة الحاكم، وجاء الحوار كما يلي: [ولماذا لم يقم فضيلة المفتي بالدور الآخر؟؟ اللي هو الوقوف في وجه سلطان جائر، يعني سلطان هو الذي يمارس القتل... هو الطاغية، ولكن في وجه شباب أعزل بيموت، بدل ما أقول للشباب تعالوا نحقن هم ميقتلوش، لماذا لم تقل كلمة من يجلس على رأس الافتاء في مصر وله مصداقية وله محبة كبيرة أن يقول للحاكم قف أنت ترتكب معصية كبرى؟؟ لأنه في الحقيقة الحاكم لم يكن موجودا  حتى نقول له قف أو لا تقف، أنا حاولت كثيرًا الاتصال بالحاكم فلم أجده، ولم أجد أي قناة توصلني إلى الهدف العملي. يعني فضيلتك حاولت بالفعل؟؟ حاولت بالفعل أن أفعل هذا وكانت الطرق كلها مسدودة والآذان كلها مسدودة وفي حالة من التوتر ومن الانغلاق غير قابل لأي اتصال فماذا أفعل؟!! أترك الأمور تدهور؟!! أو أنني أمنع الدم]

### ما بعد ثورة يناير 2011
تنحى الرئيس محمد حسني مبارك عن إدارة شؤون البلاد وتم تكليف المجلس الأعلى للقوات المسحلة بهذه المهمة، وَخَرَجَ المصريون البسطاء فِي جَمِيعِ المُحَافَظَاتِ إِلى الشوَارِعِ وَالميَادِينِ ظنا منهم بانتهاء الثورة وتحقق مطالبها، فخَرَجَ الشَيخِ بِنِدَاءٍ عَامٍّ إِلَى شَبَابِ الأُمّةِ يَدعُوهُم فِيهِ إِلى العَمَلِ وَالبِنَاءِ؛ جاء في نصحه: [نبدأ في بناء مستقبل جديد قوي صرح ضخم لبلادنا نأمل به أن نضع أقدامنا كما كنا نتكلم في العالم كله والحمد لله رب العالمين أن نضع أقدامنا للمشاركة في بناء الحضارة الإنسانية..] ثُمّ بَدَأ فِي تَحدِيدِ الأَولَوِياتِ فَوَضَعَ بَرَامِجَ عَمَلٍ وَنَادَى بِالاهتِمَامِ بِالتعْلِيمِ وَتَصحِيحِ مَسَارِهِ: [العلم والتعلم والبحث العلمي هذه هي الركيزة الأولى التي لا حياة لنا بدونها]

### حريقالمجمع العلمي
تسببت الحالة السائلة للبلاد في انتشار الفوضى والتي تحولت إلى ألسنة من اللهب ألتهمت المجمَعَ العِلمِيّ المِصرِيّ، فنعى فضيلته هذا الأمر في مداخلة مع الإعلامية لميس الحديدي قائلًا: [ألا تعرفين سيدتي أن هذا المكان فيه الخرائط التي أرجعت لنا طابا؟!! ألا تعرفين أننا ما استطعنا في طابا أن نكسب دولة إسرائيل إلا بهذه الخرائط؟!! التي لم نجد لها نسخة إلا في تركيا؟!! ما هذا؟!! هذا ضياع؟!! يعني معنى كده أنني أسير بلا عقل وبلا ذاكرة وبلا تاريخ!! هذا ليس قتل إنسان واحد ذهب شهيدا إلى ربه هذا قتل أمة وقتل مستقبل وقتل شعب بحاله]

### مقتلالشيخ عماد عفت
اغتيل العالم الأزهري الشيخ عماد عفت، وَبَكَى الشَيخُ الجَلِيلُ ابنَهُ القتيل قائلًا: [فعندما يحدث لك هذا نعم.. تبكي عند فقده ولابد وهذا البكاء ليس تباكيا.. هو الإنسان لا يتباكى ويستحضر  بكاء تحزنا.. لا.. نجد أنفسنا نبكي على مستقبل.. على بلد.. على العلم.. وإذا مات العالم الأزهري بكت عليه السماء والأرض..]

### مبادرة لم شمل مصر
بَادَرَ الشيخ علي جمعة إلى مُبَادَرَةٍ يجمع فِيهَا شَملَ أَهْلِ مِصرَ، وقال في المؤتمر الصحفي لهذه المبادرة: [هذه مصر.. التي نجتمع فيها برجالها ونسائها بمسلميها ومسيحييها بعلمائها وأدبائها وشعرائها ومفكريها.. هذه مصر.. ونحن في وسط اللجة في وسط البحر ولكن في سفينة واحدة اختلفنا أو اتفقنا كنا على أنواع أو كنا على قلب واحد، ولكن القضية هي قضية الحياة، قضية المصلحة، قضية من أنت وأين أنت؟؟]

### الانتخابات الرئاسية 2012
خَرَجَ علي جمعة من أعلى منبره محذرًا وناصحًا وذلك قبل إعلان نتيجة الجولة الثانية بين الفريق أحمد شفيق والدكتور محمد مرسي فقال: [وما سمعته خلال هذه الأيام ليس فيه من السلام شيء ليس فيه من السلام شيء أبدًا، بل كله تحدي ومنافسة.. تتألَّى على الله؛ ينقل لي أحدهم أن أحد المرشحين يسأله سائل فيقول له: ماذا لو فاز المرشح الآخر؟ قال لن يكون!! من ذا الذي يتألى على الله؟! يقول: «مستحيل!» وما الاستحالة في هذا؟! ألا يعلم أن الله يفعل ما يشاء؟! وأنه لا يكون في كونه إلا ما أراد؟!! ألا يعلم أن المستقبل بيد الله؟! تجاوزت حدودي وقلت له: فماذا قال المرشح الآخر؟ وهل سألوه هذا السؤال؟ قال: نعم سألوه فأجاب: «أذهب إلى بيته وأهنئه».. إذن هذا أقرب من هذا عند الله] وَأَسفَرَت انتِخَابَاتُ الرئَاسَةِ عَن فَوزِ الرئيس محمد مُرسِي فَخَرَجَ علي جمعة في لقاء تليفزيوني مسجل وقال: [الرجل أمامه مائة يوم يجب على المجتمع كله بكل طوائفه من اختاره ومن لم يختاره أن يقف معه حتى ينجح في هذه المائة يوم.. إذا نجحنا في هذه المائة يوم -نجحنا يعني الشعب نجح والرئيس أيضا نجح– فإننا قد تجاوزنا العقبة،  فالعقبة في المائة يوم]

### ثورة يونيو 2013
فشل حكم الإخوان وخرج الجميع؛ رجالًا.. ونساءً.. وأطفالًا.. وشيوخًا.. فالكل شعر بخطورة الموقف وأن البلاد قد شارفت على الضياع، وكان رد فعل الشيخ حيث وصف الثورة في لقاء تليفزيوني مسجل وقال: [ماذا يقول الإسلام عندما لا يستطيع الحاكم أن يسير أمور البلاد؟ الجويني في غياث الأمم يتكلم بالتفصيل على أنه صاحب الشوكة اللي هو الجيش يشيله ويجيب واحد مكانه، هل هذا له سوابق؟ نعم.. له سوابق؛ السلطان عبد العزيز في المغرب في أوائل القرن فسدت الأحوال واضطربت فشالوه وجابوا أخوه السلطان عبد الحفيظ في تركيا، في أواسط القرن التاسع عشر شالوا عبد العزيز اللي هو شارع عبد العزيز اتسمى باسمه لما جا في ضيافة إسماعيل وحطوا مكانه مراد، في العصر الحديث القريب المملكة العربية اجتمع الشيخ محمد بن إبراهيم مفتي المملكة العربية السعودية وكان معاه ابن باز وشالوا سعود بعد أن عرضوا عليه لو سمحت تخلى عن الحكم لأن البلاد راحت واضطربت قال: «لا.. الشرعية» قالوا له: طيب أنت معزول فعزلوه وعينوا فيصل. وفي هذه كبرات البلد شيخ الأزهر والبابا تواضروس ووزير الداخلية ووزير الحربية والقيادات السياسية اجتمعت وقالت: الرجل دا شيلوه.. كبارات البلد ومعهم القوة قالوا شيلوه.. وبناء علي إيه؟ بناء على 30 - 33 مليون واحد نزلوا في 30-6.. يبقى إذا الشرعية تنتهي عندما تختل البلاد والعباد.. في شريعة الإسلام هكذا] وَاعتَصَمَ الإِخوَانُ فِي ميداني رَابِعَةَ وَالنهضَة، فقَامَت الدولَةُ المصرية بِفَضّ الاعتصامين، وَتَصَاعَدَت الحَربُ فِي سينَاء وَدَخَلَ الوَضعُ مَرحَلَة الخَطَرِ فَهَبّ الشيخُ لِيُدَافِعَ عَن جَيش بِلادِهِ الباسل ضد خوارج العصر، فقال لهم في مؤتمر للقيادات يحثهم على محاربة الإرهابيين في سيناء: [بل إننا يجب أن نطهر مدينتنا ومصرنا من هذه الأوباش.. إنهم لا يستحقون مصريتنا.. إننا نصاب بالعار منهم.. وكما ندافع عن أرضنا وعن شعبنا وعن عقيدتنا وديننا وعن تاريخنا وحضارتنا.. يجب أن نتبرأ منهم براءة الذئب من دم ابن يعقوب، الذئب لم يأكل يوسف.. ولذلك لا نعرف هؤلاء ولا نستمع إليهم فقد أعمى الله قلوبهم.. هؤلاء البغاة الخوارج إذا أطلق من طرفهم منهم أو ممن كثر سوادهم ولم يكن منهم أو كان من جهتهم طلقة رصاص واحدة اضرب في المليان.. إياك أن تضحي بأفرادك وجنودك من أجل هؤلاء الخوارج.. لا تخف بدعوى الدين فالدين معك والله معك ورسوله معك والمؤمنون معك والشعب بعد ذلك ظهير لك والملائكة تؤيدكم من السماء.. اثبتوا ولا يترددن أحد منكم أبدا عن أن يفعل هذا لوجه الله.. قم إلى الله يوم القيامة وقل: يا رب أنا درأت عن الناس شر ذي الشر وفساد ذي الفساد]

### الانتخابات الرئاسية 2014
قرر الشيخ علي جمعة المشَارَكَةَ في تَكوِينِ (جَبهَةِ مِصر بَلَدِي) للتأكيد على الانتهاء من خريطة الطريق المعلنة في الإعلان الدستوري، وجاء نص كلامه في حوار تليفزيوني مع الإعلامي عمرو أديب كما يلي: [الجبهة ليست حزبًا سياسيًا، الجبهة موقوتة ومؤقتة بخارطة الطريق يعني هي من أول تكوينها تبدأ وتنتهي بأداء هذه المهمة.. شعرنا أن البلد تسرق مننا.. شعرنا بأن مخططات داخلية وخارجية تستهدف أمن واستقرار هذا البلد.. ده في الوقت الحالي؟؟ الحالي آه إحنا دلوقتي بنتكلم في هذه النقطة التي نعيش فيها وتكلمنا كثيرا وقلنا ووضحنا أن السياسية بمعنى رعاية شؤون الأمة في الداخل والخارج مهمة كل وطني.. أنا لا أنحاز إطلاقا إلى أي حزب سياسي ولا ألعب السياسة ولا أنزل فيها لأنني كعالم دين أريد أن أكون حكما للناس يلجؤون إلى كما يلجؤون إلى القاضي، بس القاضي له إلزاميته وله مكانته وله كذا وله ترتيبه، أما أنا فعلى سبيل النصيحة.. أنت تريد أن تنزه عن أي انحيازات، ولذلك فهذه اسمها جبهة.. عندنا الجبهة والتيار والحركة كل هذه ليست منصوص عليها في الدستور ولا في القانون.. الذي له كيان هو الحزب والنقابة والاتحاد والمؤسسة والجمعية، ودي بتنظمها القوانين ولها رقابة ولها كذا إلى آخره. أما الجبهة فده تعبير عن الرأي العام تمشي في الأسواق وهنا وهناك وكذا إلى آخره.. تجد رأي عام جارف بأنه مع هذا الاستقرار المربوط بالدستور فالبرلمان فالرئاسة كما ورد في الإعلان الدستوري] وأصر على استكمال خارطة الطريق فهي سبيل النجاة من إرهاب الإخوان فدعى المصريين إلى المشاركة في الانتخابات للحفاظ على البلاد من الضياع والعبور بها من عنق الزجاجة؛ فقال لهم: كل واحد في أسرته يذهب ويعلم أن الله سبحانه وتعالى يؤيده لأنه يعمر الأرض ولأنه ضد الفساد وضد الإلحاد وضد النفاق والشقاق وسوء الأخلاق.. أيها المصريون.. المؤمن للمؤمن كالجسد الواحد إذا اشتكى منه عضو تداعى له سائر الجسد بالحمى والسهر.. رددوا ورائي ثلاثا: الله أكبر الله أكبر الله أكبر.. رددوا ورائي ثلاثا: تحيا مصر تحيا مصر تحيا مصر]